# Historia de Ucrania
La historia de Ucrania narra cronológicamente los acontecimientos históricos de Ucrania, del pueblo ucraniano y ֶֶotras nacionalidades, desde la prehistoria hasta el presente. El territorio de este país fue uno de los primeros donde se establecieron las civilizaciones y apareció el planeamiento urbanístico, siendo parte del área donde comenzó la domesticación del caballo, la invención de la rueda y el trabajo con metales. Diferentes oleadas de migraciones indoeuropeas a Europa, y más tarde en dirección opuesta, formaron la base y las características de la población ucraniana. La colonización griega de la costa del mar Negro influenció el territorio de Ucrania en el marco de la civilización griega como su frontera norte. 
La gran migración de pueblos en el siglo v a. C. continuó y terminó formando diversas tribus eslavas que convergieron formando así el Estado medieval de la Rus de Kiev en el año 882, en la llanura europea oriental. Tras la invasión de la Rus de Kiev por la Horda de Oro, el Estado se desintegró y fragmentó en diversos feudos, como el reino Ruteno. Las tierras occidentales de la Rus, en adelante Rutenia para referirse a Ucrania, fueron reunificadas por el Gran Ducado de Lituania, que, buscando aliados en la lucha contra los moscovitas (actuales rusos) y la «ostsiedlung» (alemanes del Báltico), se unificó dinásticamente con el Reino de Polonia, tras lo cual Rutenia formaría parte de la Mancomuniad lituano-polaca. 
Ante la necesidad de protección de Rutenia de las incursiones tártaras en el sur, se formó un bastión militar ruteno, los cosacos, que mantuvieron a raya las tropas tártaras de la Mancomunidad lituana-polaca. En 1648, Bogdán Jmelnitski con el apoyo de la población ucraniana y los cosacos se rebelaron ante Polonia reclamando el reconocimiento de un Estado independiente. Exitosa la rebelión ucraniana liderada por Jmelnitski, se estableció el Hetmanado cosaco con la Sich de Zaporiyia como su centro administrativo. Durante un corto período de tiempo, la nación ucraniana disfrutó de autonomía pero el Hetmanado se encontraba en una situación entre tres espadas y la pared; los tártaros de Crimea, desde el sur; los polacos, desde el oeste y los moscovitas, desde el este. Ante la incapacidad de defenderse ante tres potencias, el Hetmanado se vio obligado a firmar un tratado de vasallaje con el Zarato moscovita. El Hetmanado fue perdiendo gradualmente su autonomía hasta que los moscovitas, en adelante rusos, anexaron completamente su territorio en 1764 y Ucrania pasaría a ser dividida entre Polonia y Rusia. 
La cultura ucraniana fue desarrollándose paralelamente dentro del Imperio ruso y el Reino polaco, más tarde imperio austriaco. Pese a la parcial rusificación de Ucrania, la República Popular Ucraniana fue reconocida por Alemania como independiente un intento de generar un conflicto interno dentro de Rusia en 1917. La República Popular de Ucrania Occidental se declaró independiente de Austria y Polonia en 1918, dando inicio a la Guerra de independencia de Ucrania, en el transcurso de la cual las dos Ucranias se unificaron en el acta de Zluky. A pesar de ello, igual que en el pasado, Ucrania se encontraba entre dos espadas y la paredː la República Polaca y el movimiento bolchevique. Al tener que ceder la región occidental y aliarse con Polonia, Ucrania perdió la guerra de independencia, fue nuevamente dividida y la RSFS de Rusia anexó varias regiones del norte y este de Ucrania, además de los territorios nominalmente controlados de Kubán y Crimea, asignando el territorio restante a la RSS de Ucrania.
La Unión Soviética instauró la ucranización para ganar la confianza de la población escéptica hacia el comunismo, pero tras la llamada Gran ruptura se intensificó la rusificación de Ucrania, y se produjo la muerte de entre 4 a 12 millones de ucranianos durante la hambruna del Holodomor de 1932-1933, severamente agravada por acciones del gobierno soviéticos, tales como la confiscación de alimentos que no alcanzaron los montos de entrega planeado, sin importancia de las circunstancias, el bloqueo de la migración de población hambrienta y la supresión de información sobre la hambruna. (Véase Hambruna soviética de 1932-1933.)
Tras el Intento de golpe de Estado en la Unión Soviética sucedido en Moscú entre el 19 y 21 de agosto de 1991,  Ucrania declara su independencia el 24 de agosto de 1991, proclamándose como un Estado independiente y democrático.
Entre noviembre de 2013 y febrero de 2014, en Ucrania se produce la rebelión popular, llamada Euromaidán, contra la suspensión in extremis por el gobierno de Víktor Yanukóvich de la firma del Acuerdo de Asociación y el Acuerdo de Libre Comercio con la Unión Europea. Aprovechando la compleja situación en Ucrania, en marzo de 2014, la Federación de Rusia lleva a cabo la anexión ilegal de Crimea.
El 1 de marzo de 2014, el huido a Rusia expresidente de Ucrania, Víktor Yanukóvich, pide a su país de acogida una intervención de sus fuerzas armadas para establecer "la legitimidad, la paz, la ley y el orden, la estabilidad y la defensa de las personas de Ucrania». El mismo día, el presidente ruso, Vladímir Putin solicita la autorización del Parlamento de Rusia para invadir el país vecino de Ucrania y tomar el control de la península de Crimea al día siguiente. El 18 de marzo de 2014, Rusia y Crimea firmaron el Tratado de anexión de la República de Crimea y Sebastopol a la Federación de Rusia, territorios que habían sido anexionados al Imperio ruso en 1783.
Ante estos hechos, el 27 de marzo de 2014, la Asamblea General de las Naciones Unidas aprobó la Resolución 68/262, llamada Integridad territorial de Ucrania, rechazando el referéndum sobre el estatus político de Crimea. La adopción de la resolución fue precedida por intentos infructuosos del Consejo de Seguridad por buscar una solución a la crisis, los cuales se encontraron con el veto ruso.
Mientras tanto, comenzaron disturbios en las regiones del este y del sur de Ucrania de los habitantes que no querían ser absorbidos por Rusia. Cuando se hizo evidente que el candidato Petró Poroshenko había ganado las elecciones presidenciales, en la noche electoral del 25 de mayo de 2014 Poroshenko dijo: «Mi primer viaje presidencial será a Dombás», donde los rebeldes prorrusos armados habían declarado la autonomía de las autoproclamadas repúblicas República Popular de Donetsk y la República Popular de Lugansk y tomado el control de una gran parte de la región. Así empezó una nueva secesión de las partes más rusófilas de Ucrania hacia el país vecino de Rusia.

## Edad Antigua
Antes de la formación del primer Estado relacionado con Ucrania, la Rus de Kiev, existieron diferentes pueblos y culturas que sentaron las bases de la cultura ucraniana.  

### Cultura de Tripilia
Entre los años 5500 a. C. y 2750 a. C., se extendió desde las montañas de los Cárpatos hasta las regiones de Dniéster y Dniéper, se centró en la actual Moldavia y cubrió partes sustanciales del oeste de Ucrania y el noreste de Rumania, abarcando un área de 350,000 km², con un diámetro de 500 km, aproximadamente desde Kiev en el noreste hasta Brașov en el suroeste.
Una de sus características es la cerámica polícroma de gran calidad, de la que ha sido posible seguir la evolución en las formas, en el uso de colores y en el progreso técnico.
Actualmente se han encontrado más de 2000 asentamientos de este antiguo pueblo.

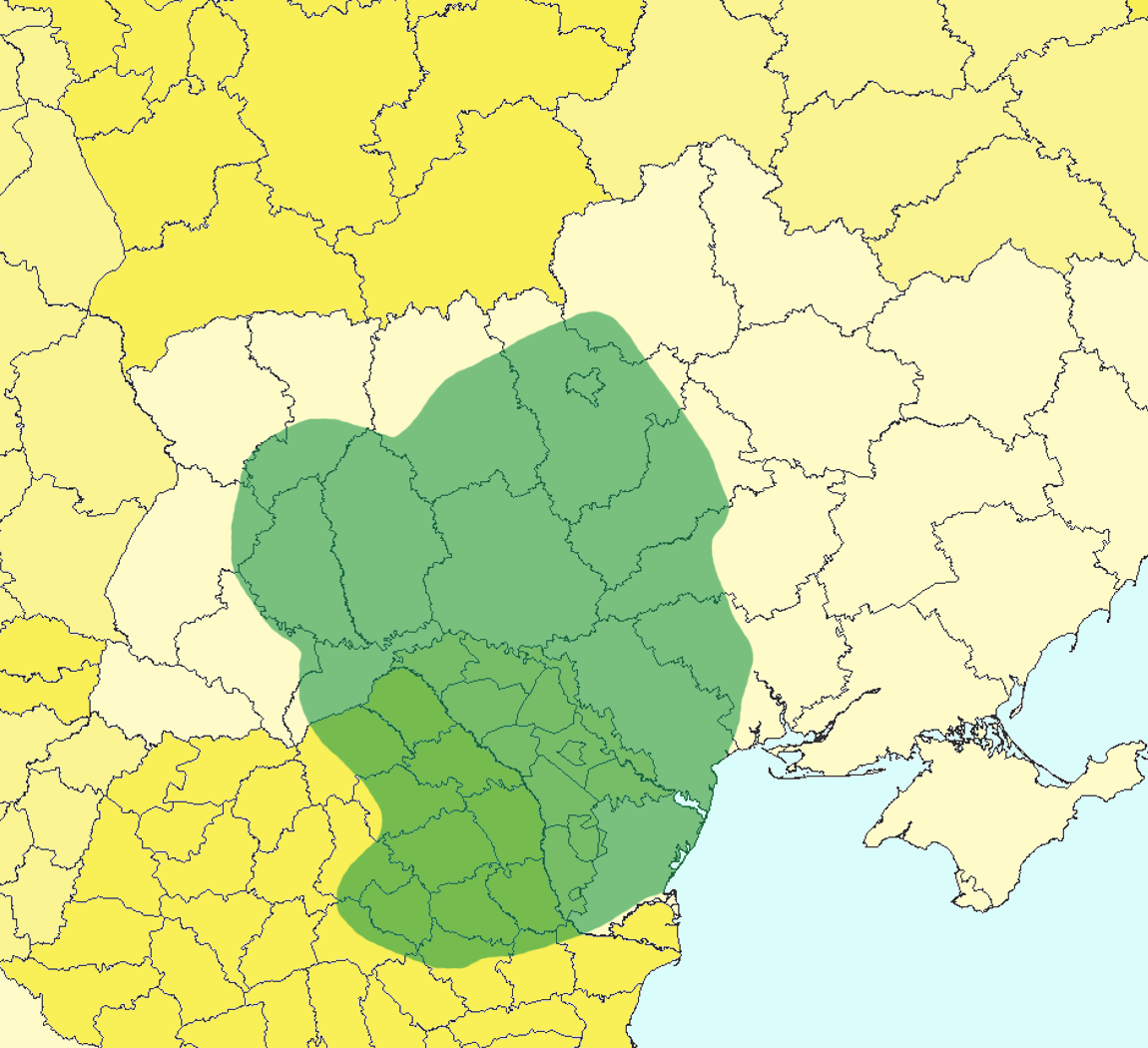
Diáspora de la cultura Tripilia en su máxima extensión

### Cultura Yamna
Una de las características de esta cultura son las inhumaciones en kurganes (túmulos), en sepulcros con forma de  hoyo en los que se introducía el cuerpo en posición de decúbito supino con las rodillas dobladas. Los cuerpos eran cubiertos con ocre. En estos kurganes se han encontrado sepulcros múltiples, a menudo con inclusiones posteriores. Se ha descubierto que realizaban ofrendas de animales (ganado, cerdos, ovejas, cabras y caballos), una característica que se asocia tanto a los pueblos protoindoeuropeos como protoindoiranios.
Los restos más antiguos en la zona de la Europa Oriental de un carro con ruedas fueron hallados en el kurgán Storozheva Mohyla (Dnipró), que fue realizado por personas pertenecientes a la cultura yamna. El sitio del sacrificio recientemente descubierto en Lugansk se considera una colina-santuario en la que se practicaban sacrificios humanos.

Extensión de la cultura Yamna

### Cultura de las catacumbas
El nombre deriva de sus prácticas de enterramiento. Son similares a las de la cultura Yamna, pero con un espacio ahuecado en la cámara principal, lo que crea la catacumba. Se han encontrado restos de animales solo en una minoría de las tumbas. En algunas tumbas se modelaba una máscara de arcilla sobre la cara del fallecido, creando una ligera asociación con la famosa máscara funeraria de oro de Agamenón.
La economía era esencialmente ganadera, aunque se han descubierto restos de grano. Parecen haber sido habilidosos especialistas en el trabajo del metal.

### Sármatas

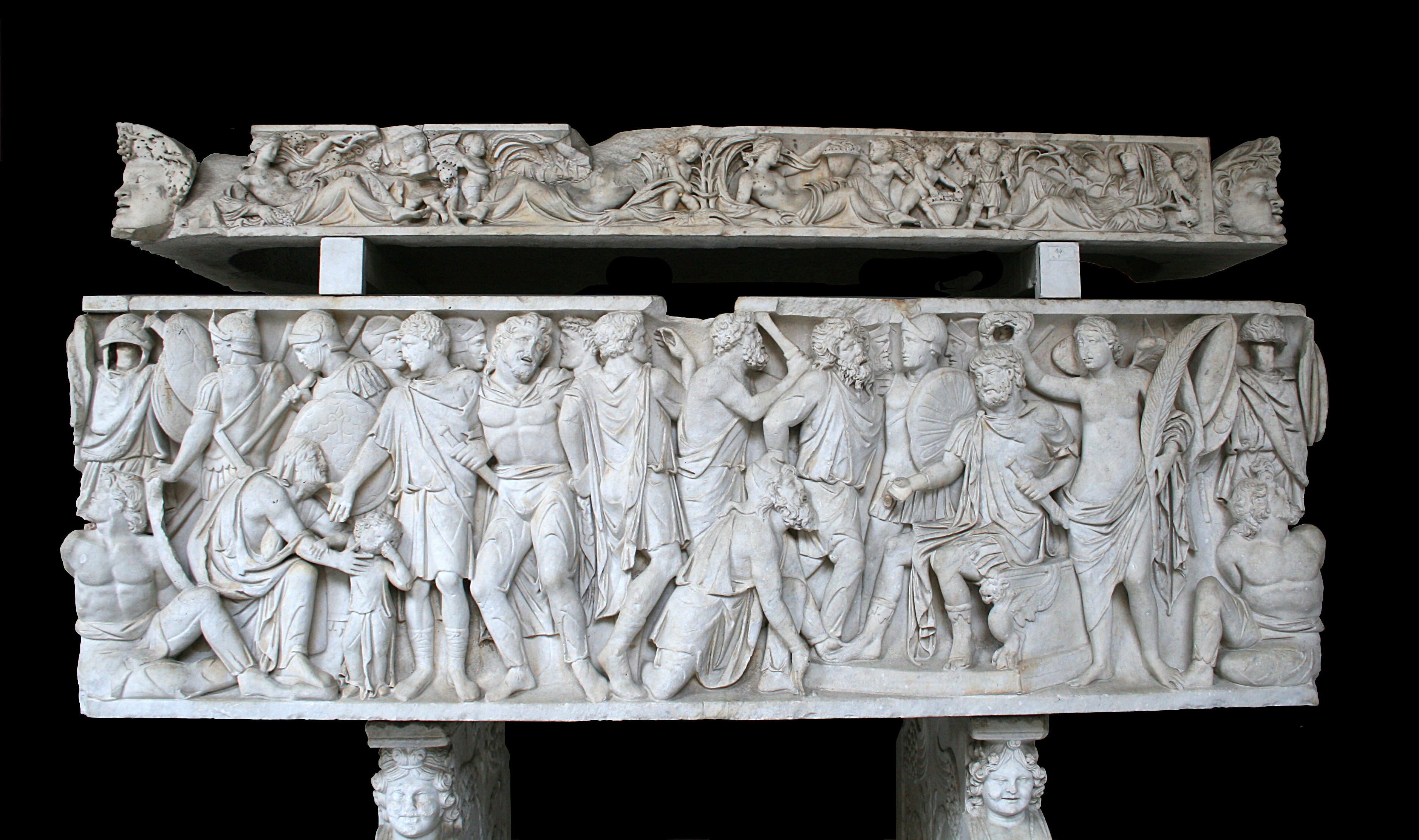
Panel frontal de un sarcófago romano representando a los sármatas.

Los sármatas se establecieron en el actual centro y este de Ucrania, Sarmatia era una región de Escitia. El Estado escita alcanzó su mayor extensión en el siglo IV a. C. durante el reinado de Ateas. Isócrates creía que los escitas, así como los tracios y los persas, eran «los más capaces de poder, y son los pueblos con el mayor poder». En el siglo IV a. C., bajo el rey Ateas, se eliminó la estructura tripartita del Estado, y el poder gobernante se volvió más centralizado. Las fuentes posteriores ya no mencionan tres basileos. Strabo dice que Ateas gobernó sobre la mayoría de los bárbaros del norte del Ponto.
La tecnología militar del pueblo sármata influenció la tecnología de sus aliados tanto como la de sus enemigos. Las cualidades guerreras de los sármatas, de sus ancestros, los saurómatas, y de sus descendientes, los alanos, han sido a menudo descritas por los autores antiguos. Polibio, Diodoro Sículo, Estrabón, Flavio Josefo, Tácito, Pausanias o Dion Casio han dejado cuadros testimoniales muy vivos de estas tribus iraníes que tenían costumbres tan exóticas para los griegos y los romanos.
Muy jerarquizados, los sármatas tuvieron varios reyes y, por lo menos, una reina: Amagê. De hecho, las mujeres tenían una elevada posición social y las guerreras de la fase antigua, que realmente existieron, han contribuido a mantener vivo el mito de las amazonas.
Inicialmente instalados entre el Don y el Ural, los primeros sármatas invadieron los territorios de los escitas. Después, vencieron a los partos y a los armenios. Desde el final del siglo I a. C., se enfrentaron a los romanos en el sur del Danubio. Durante el siglo II, después de varias confrontaciones, los romanos reclutaron a varios lanceros sármatas. Más tarde, crearon unidades de catafractos, tomando de los sármatas la armadura de escamas, la lanza larga (contus), la espada con pómulo anular y hasta su insignia: el Draco (una especie de palo tubular, cuya embocadura de bronce representa la boca de un dragón).

### Onoguros
Los onoguros fueron una población oghúrica de nómadas ecuestres provenientes del Asia Central que se desplazaron a la estepa póntica a finales del siglo V.
Algunos autores señalan que estas poblaciones tienen su origen en las tribus tiele occidentales que se mencionan en las fuentes chinas y de las cuales también se originaron los uigures y los oğuz.12 El historiador Prisco dice que los onoguros y los saraguros se desplazaron hacia el oeste por la presión de los sabiros y que entraron en contacto/conflicto con los hunos que regían al norte del Cáucaso y del mar Negro. Los hunos asimilaron a estas tribus oghúricas y posteriormente se dividieron en kutriguros y utiguros. Las fuentes griegas se refieren a todos estos con la denominación de búlgaros.3

## Edad Media

### Rus de Kiev

Mapa de la Rus de Kiev, siglos -.

La Rus de Kiev (en antiguo eslavo oriental, Киѥвьска Ру́сь; Kýievska Rus) fue una federación de tribus eslavas orientales desde finales del siglo IX hasta mediados del XIII, regida por la dinastía Rúrik. Alcanzó su extensión máxima a mediados del siglo XI, cuando se extendía desde el mar Báltico en el norte hasta el mar Negro en el sur, y desde las cabeceras del Vístula en el oeste hasta la península de Tamán en el este, y abarcaba a la mayoría de las tribus eslavas orientales.
La Rus de Kiev tiene sus orígenes en la fundación del Kanato de Rus y el surgimiento de la dinastía rúrika en el 862 d. C. Sin embargo, fue durante el reinado del príncipe Oleg (r. 879-912), quien en el año 882 extendió su control de Nóvgorod al valle del río Dniéper, con el fin de proteger el comercio de las incursiones jázaras en el este, y trasladó su capital a la más estratégica Kiev, cuando se estableció el país, que puede considerarse la base fundacional de lo que hoy es Rusia, Ucrania y Bielorusia. Sviatoslav I nórdico antiguo: Sveinald Ingvarsson 942-972, un príncipe-guerrero (o konung) llevó a cabo la primera gran expansión territorial de la Rus de Kiev, convirtiéndose en el Príncipe de Nóvgorod y Gran Príncipe de Kiev. Vladimiro el Grande (980-1015) introdujo la Cristiandad en 988 con su propio bautismo y, por decreto, a todos los habitantes de Kiev y más allá. La Rus de Kiev alcanzó su mayor extensión bajo Yaroslav I (1019-1054); sus hijos prepararon y publicaron su primer código legal escrito, la Justicia de la Rus (Rússkaya Pravda), poco después de su muerte.
La región de Kiev dominó el estado completo durante los siguientes dos siglos. El Gran príncipe de Kiev (veliki knyaz) controlaba las tierras circundantes a la ciudad, y sus familiares teóricamente subordinados a él gobernaban en otras ciudades y le pagaban tributo. El apogeo de su poder llegó durante los reinados de los príncipes Vladimiro (Vladimiro el Grande, r. 980-1015) y Yaroslav (el Sabio, 1019-1054). Ambos soberanos continuaron la expansión del principado que había comenzado Oleg.

En su segunda Edad de Oro, el arte bizantino se extendió a Armenia. En 1017 empezó a construirse la Catedral de Santa Sofía de Kiev. Siguiendo fielmente los influjos de la arquitectura de Constantinopla, se estructuró en forma basilical de cinco naves terminadas en ábsides. En Nóvgorod se levantan las iglesias de San Jorge y de Santa Sofía, ambas de planta central.

La Rus de Kiev no fue capaz de mantener su estatus de potencia próspera y dominante, en parte por el aglutinamiento de dominios muy dispares regidos por un clan. A medida que los miembros de este clan fueron creciendo en número, se identificaron con intereses regionales más que con un patrimonio común mayor. Así, los príncipes se enfrentaron entre sí, formando eventualmente alianzas con grupos externos como los polacos o magiares. Durante el período 1054-1224, no menos de 64 principados tuvieron una existencia efímera, 293 príncipes reivindicaron derechos sucesorios y sus disputas provocaron 83 guerras civiles. En 1097, tuvo lugar el Consejo de Liúbech, el primer consejo federal conocido de la Rus de Kiev, celebrado en medio de las constantes rivalidades regionales entre los príncipes.
Las cruzadas condujeron a un cambio en las rutas comerciales europeas que aceleró el declive de Kiev. En 1204, las fuerzas de la Cuarta cruzada saquearon Constantinopla, lo que precipitó la decadencia de la ruta comercial del Dniéper llamada ruta comercial de los varegos a los griegos. Con el declive, la Rus de Kiev se escindió en varios principados y algunos grandes centros regionales: Nóvgorod, Vladímir-Súzdal, Galicia-Volynia, Pólatsk, Smolensk, Cherníhiv y Pereyáslav. Los habitantes de estos centros darían lugar con el tiempo a tres nacionalidades actuales: la ucraniana en el sureste y suroeste, la bielorrusa en el noroeste y la rusa en el norte y noreste.

#### Invasión mongola
Las consecuencias de la invasión mongola en la Rus de Kiev no fue igual para todas sus regiones, pues ciudades como Kiev nunca se recuperaron de la devastación del ataque. Debido a esto, hubo 200 años aproximadamente de retraso en introducir reformas sociales, políticas y económicas importantes e innovaciones científicas en la región de la antigua Rus de Kiev en comparación con la Europa Occidental. Algunos afirman que el yugo tuvo una influencia destructiva severa en el sistema de leyes no escritas que regulaban la vida diaria de la sociedad; por ejemplo, Valeria Novodvórskaya menciona que la pena de muerte, el encarcelamiento a largo plazo y las torturas no habían existido en Kiev antes de que los mongoles invadieran el país. Por otra parte, la mitad de la población murió durante la invasión.
Los historiadores han discutido la influencia a largo plazo del régimen mongol en la sociedad de la Rus de Kiev. Han culpado a los mongoles por la destrucción de la Rus de Kiev y su desintegración.

### Reino de Rutenia
El reino de Rutenia, antes de existir como tal, era un principado dentro de la Rus de Kiev, conocido como el principado de Galicia y Volinia, resultado de la unificación del principado de Galicia con el principado de Volinia en 1199. Poco después y tras la ruptura de la Rus de Kiev en 1256, el principado pasó a ser un reino.
El Reino de Rutenia o Reino de la Rus fue un Estado medieval monárquico de la Europa oriental, que gobernaba las regiones de Galitzia y Volinia entre 1199-1349. Junto con la República de Nóvgorod y el Principado de Vladímir-Súzdal, fue una de las tres potencias más importantes surgidas a la caída de la Rus de Kiev. Después de la enorme destrucción causada por la invasión mongola de la Rus de Kiev en 1239-41, Danilo Románovich se vio obligado a jurar lealtad en 1246 a Batu Kan, de la Horda de Oro. Se esforzó, sin embargo, por librar a su reino del yugo mongol, intentando sin éxito establecer alianzas militares con otros gobernantes europeos.

## Edad Moderna

### Hetmanato cosaco
Bajo el gobierno de la República de las Dos Naciones, el campesinado ucraniano sintió cada vez más la opresión de la servidumbre por parte de la alta nobleza polaca, del mismo modo, la población de las ciudades estaba descontenta con la falta de autogobierno y la baja nobleza no tenía los mismos derechos y las mismas oportunidades que la alta nobleza. Los ortodoxos vieron claramente la diferencia entre sus derechos y los derechos de los católicos. Sin embargo, la mayoría de los políticos rutenos gradualmente fueron asimilados, cambiando su afiliación a la Iglesia católica y su nacionalidad convirtiéndose en polacos de facto para obtener privilegios, por lo que el papel de desarrollar las ideas políticas y la formación de los ucranianos como una nación independiente pasó al estrato de los cosacos libres y armados. 

#### Rebelión de Jmelnitski

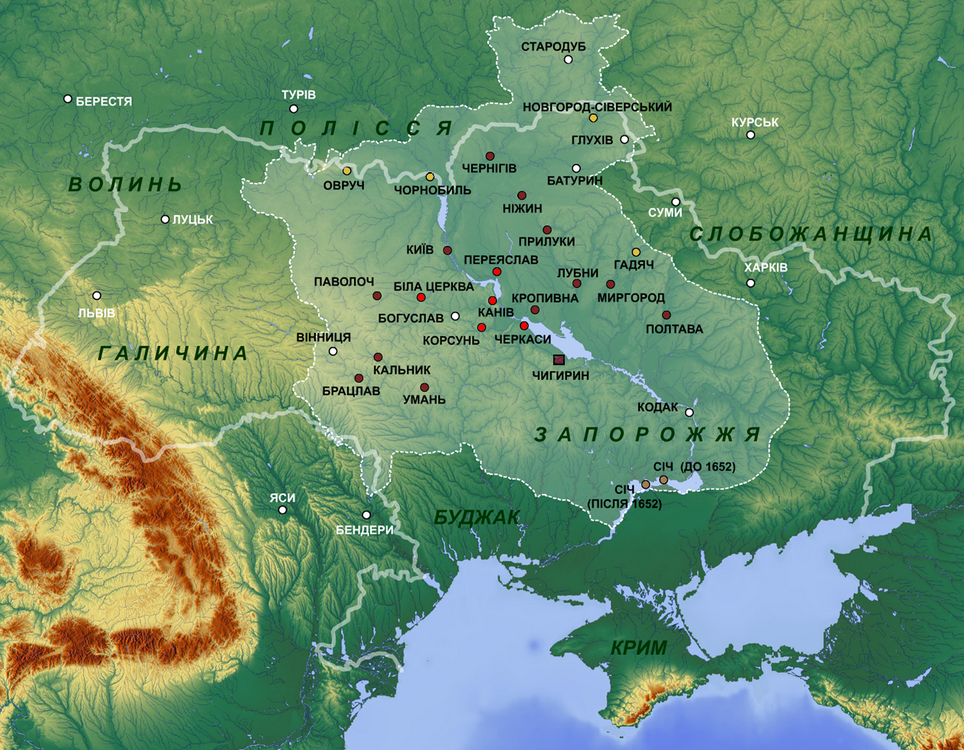
Territorio conseguido tras la Revolución.

La rebelión de Jmelnitski (también conocida como levantamiento de Jmelnitski o Chmielnicki) fue una insurrección de los territorios de la actual Ucrania que tuvo lugar entre 1648 y 1657. En la historiografía ucraniana, en particular en la Enciclopedia de la Historia de Ucrania (en) y la Enciclopedia de Ucrania (en), esta rebelión se denomina  «Revolución nacional», «Revolución nacional de Ucrania del siglo XVII» así como «Jmelnýchyna».
En la historiografía soviética y, en particular en la Gran Enciclopedia Soviética, se la denomina "Guerra de Liberación del Pueblo Ucraniano" y, en la Gran Enciclopedia Rusa, "Guerra de Liberación de los pueblos ucraniano y bielorruso".
Fue encabezada por Bogdán Jmelnitski, atamán de los Cosacos de Zaporiyia, cuyo ejército colaboró con el ejército de los tártaros de Crimea (hasta 1651) y con los campesinos y burgueses ucranianos de fe ortodoxa. Los rebeldes libraron varias batallas contra los ejércitos y la desorganizada milicia de la Mancomunidad Polaco-Lituana, y erradicaron el control de la szlachta polaca, los sacerdotes católico-romanos y sus intermediarios judíos (arrendadores) en la zona.
La rebelión tuvo lugar en las tierras de la Sich de Zaporiyia (la mayor parte del intervalo del río Bug Meridional y el río Dniéper), una parte significativa de la Provincia de la Pequeña Polonia de la Corona del Reino de Polonia (principalmente los voivodatos de Kiev, Cherníhiv, Bratslav y Podolsk), así como (hasta 1651), en el Gran Ducado de Lituania : Minsk, Berestéyskoe, Mstislávskoe y el voivodato de Smolensk. Se llevó a cabo bajo las consignas de liberación de la opresión social, nacional y religiosa del pueblo ucraniano.
La rebelión se inició como una revuelta de la nobleza cosaca, aunque otros sectores como la Iglesia ortodoxa, campesinos, burgueses y la pequeña nobleza se unieron a ella, con el objetivo último de crear un estado cosaco autónomo. La rebelión consiguió el fin de la influencia de la Mancomunidad sobre las tierras cosacas, pero efectivamente transfirió estos territorios de la esfera polaca a la influencia rusa. Con posterioridad, debilitados por conflictos internos y hostilidades con los suecos y el Zarato moscovita, el poder de la Mancomunidad se vio considerablemente debilitado en ese periodo (conocida esa etapa en la historia polaca como «El Diluvio»).

#### Alianza con Rusia y Suecia
El 8 de enero de 1654, Jmelnitski convocó en Pereyáslav un consejo en el que algunos cosacos juraron lealtad al zar de Moscú Alexis Mijáilovich aprobando el Tratado de Pereyáslav. Varios coroneles de Uman, Brátslav, Poltava y Kropivnitski junto con Iván Bohún, así como el clero, no prestaron juramento. La decisión del consejo de Pereyáslav se consagró en los artículos de marzo, que proclamaban el protectorado de Moscú y permitían una política exterior independiente, excepto con Polonia y los Otomanos. Moscú se comprometió a ir a la guerra contra la República Polaco-Lituana y se establecieron sus tropas en las fronteras del Hetmanato. Así, Ucrania perdería su efímera autonomía completa y sus asuntos pasarían a ser interestatales.
En la primavera de 1654, Moscú capturó Smolensk y avanzó hacia el río Berézina lo que daría comienzo la larga guerra entre Moscú y Polonia. Al año siguiente, el rey sueco Carlos X Gustavo, insatisfecho con la consolidación del poder real de Polonia, de repente lanzó una guerra contra la Mancomunidad durante el Armisticio de Sturmdorf. Las tropas suecas ocuparon la alta Polonia, Livonia, Curlandia, sitiaron Cracovia en otoño y asaltaron Varsovia, Bogdán Jmelnitski, junto con las tropas moscovitas, asediaron Leópolis y el rey Juan Casimiro huyó a la Silesia austriaca. Este período de ocupación por parte de los luteranos suecos en la historiografía polaca se denomina «Inundación sueca». Stefan Charnetski, un conde de Kiev conocido por sus brutales masacres tanto de los insurgentes como de la población civil ucraniana, desempeñó un papel importante en la lucha guerrillera popular contra los ortodoxos conocida como guerra de Sharpán.

#### Ruina
La Ruina (en ucraniano: Руїна, romanizado: Ruyína) es un término histórico introducido por el cronista cosaco Samiylo Velychko (1670-1728) para la situación política de la historia de Ucrania durante la segunda mitad del siglo XVII. Corresponde al período posterior a la muerte de Bohdán Jmelnitski, entre de 1659 y 1686, marcado por el colapso del Hetmanato cosaco, la lucha, la división del Dniéper entre la Mancomunidad polaco-lituana y el Zarato moscovita y la intervención extranjera.
Después de la muerte de Bohdán, su joven hijo Yuri Jmelnitski fue elegido Hetman y el secretario general Iván Vyhovsky fue elegido su regente. Vyhovsky hizo esfuerzos para acercarse más a la nobleza polaca, lo que resultó en la firma el 16 de septiembre de 1658 del Tratado de Hádiach, que acordaba la transformación de la Mancomunidad en una federación tripartidaria de la Corona polaca, el Gran Ducado de Lituania y Gran Ducado Ruso (que sería la entidad política que sustituiría al Hetmanato Cosaco, precursor de la actual Ucrania) con un Sejm conjunto del ejército y la política exterior.
Sin embargo, porque, con motivo de la ratificación del Tratado de Haddiach en el Sejm (parlamento de la República de las Dos Naciones), la nobleza polaca y lituana no aceptó un texto que equiparaba a la nobleza cosaca.
En 1659, el nuevo Tratado de Pereyáslav redujó la autonomía del ejército cosaco frente al Zarato Ruso. En 1660, se firmó la "Paz de Oliva" entre Polonia y Suecia, en este momento, las tropas de Stefan Czarniecki liberaron Bielorrusia y Lituania, cerca de Chúdniv, los polacos rodearon las fuerzas de Sheremétyev y Yuri Jmelnitski y las obligaron a firmar el Tratado de Slobodysche. Esto marcó una división de Ucrania entre los partidarios de una unidad con Moscú, Ucrania del Margen Izquierdo y los partidarios de una unión con la República de las Dos Naciones, Ucrania del Margen Derecho. Después de una campaña fallida contra Yakym Somkó, Yuri Jmelnitski renunció al poder y fue tonsurado como un monje llamado Gideón.
En 1663, se celebró el Consejo Negro en Nizhyn, en el que Iván Briujovetsky fue elegido Hetman del Margen Izquierdo con el apoyo de Iván Sirkó. Firmó los Artículos de Moscú, que iniciaron la rusificación del Margen Izquierdo de Ucrania. En el mismo año, Pavló Teteria fue elegido Hetman del Margen Derecho, quien en 1665 cedió el poder a favor de Petró Doroshenko.
El 9 de febrero de 1667, se firmó el Tratado de Andrúsovo entre los polacos y moscovitas, la cual según sus términos la tierra de Smolensk y la orilla izquierda de Ucrania fueron cedidas al Zarato moscovita y el Sich de Zaporizhia estaría bajo el control conjunto de ambos estados. En respuesta a la división de Ucrania, Doroshenko llevó a cabo una serie de reformas, reclutó un ejército mercenario y derrotó a Briujovetsky y, en el consejo de Korsun, fue elegido hetman de «ambas orillas del Dniéper» y junto con el Kan de Crimea en septiembre de 1668 rodeó los destacamentos del Hetman polaco Jan Sobieski cerca de Pidhaitsi. Pero la alianza cosaco-tártaro se rompió con la marcha de Sirko a Crimea.
Sobieski concluyó los tratados de paz con tártaros y cosacos, al año siguiente, los polacos reconocieron a Doroshenko como hetman electo del Margen Derecho. Sin embargo, Doroshenko no estaba satisfecho con las concesiones polacas y, en marzo de 1669, en el consejo cosaco cerca de Korsun, el ejército cosaco proclamó su transición al protectorado musulmán de Porta, todas las tierras de etnia ucraniana fueron proclamadas sanjacados ucranianos.
En el mismo año, Demián Mnogohrishny, quien firmó los Artículos de Hlújiv con Moscú, fue elegido Hetman del Hetmanato del Margen Izquierdo.
En el verano del mismo año, el partido pro-polaco liderado por Mykola Janenko en el Margen Derecho tomó lealtad al rey polaco en un consejo cerca de Umán. Entre 1671 y 1672, Sobieski y Janenko establecieron su poder en Podolia, pero Doroshenko, con la ayuda de los ejércitos turcos y tártaros, asediaron Kamianets y Leópolis. Según los resultados del Tratado de Buczacz de 1672, Podolia fue cedida al Imperio Otomano y Doroshenko tomó el poder en el Margen Derecho de Ucrania.
En el mismo año, Iván Samoylóvych fue elegido Hetman del Margen Izquierdo, quien firmó los tratados de Konotop, que limitaron significativamente su independencia. En 1673, Sobieski derrotó a los turcos cerca de Jotyn y fue elegido nuevo rey de la República de las Dos Naciones con el nombre de Juan III. Sin embargo, los fracasos en la guerra contra la alianza turco-ucraniana obligaron a Sobieski a firmar la paz con los otomanos tres años después.
Por otro lado, Petró Doroshenko renunció al poder y juró lealtad al Zar Aleijo I y lo sirvió en el exilio. Yuri Jmelnitskyi fue nuevamente proclamado Hetman de la parte turca de Ucrania. Su guerra de 1677-1681 con Moscú y el Margen Izquierdo destruyó el Margen Derecha y en 1679 deportó a parte de la población a la Margen Izquierda y Ucrania Libre. La guerra terminó con e Tratado de Bajchisarái y la consolidación del Margen Derecho a Turquía.

#### Hetmanato de Mazepa
Iván Stepánovich Mazepa (en ucraniano: Іван Степанович Мазепа. 20 de marzo de 1639 - 28 de agosto de 1709) fue un noble cosaco que luchó por restablecer la independencia política y militar de Ucrania frente al dominio del Zarato moscovita, atamán del Hetmanato cosaco.
En 1687, como resultado de los Acuerdos de Kolómak (en ucraniano: Коломацькі статті), Grigori Samoylóvych, hijo de Iván Samoylóvych, fue asesinado e Iván Mazepa fue elegido atamán de Ucrania de la Margen Izquierda, terminando el período de la Ruina. 
Mazepa firmó los Acuerdos de Kolómak, que limitaban su poder y fortalecía la presencia de Moscú en el Hetmanato. Mazepa era amigo cercano del zar ruso Pedro I, lo ayudó a capturar la fortaleza turca de Azov y obtener acceso al Mar Negro. En 1697, el elector sajón Federico Augusto fue elegido rey de la República de las Dos Naciones con el nombre de Augusto II. Al año siguiente, en un encuentro personal en Rava-Ruska, involucró a Pedro I en la guerra con Suecia.
En 1700, comienza la Gran Guerra del Norte. En julio de 1701, el rey Carlos XII de Suecia derrotó al ejército sajón-moscovita en Dviná occidental e invadió Lituania. Los magnates más ricos de Sapieha se pusieron del lado de Suecia. En mayo de 1702, Varsovia fue capturada y se formó una confederación sueca, que destronó a Augusto II y eligió rey a Estanislao I Leszczynski, tras lo cual estalló una guerra civil en el país. Entre 1702 y 1704, los cosacos, dirigidos por Semén Palíy, tomaron el Margen Derecho y reforzaron sus posiciones. En 1704, Iván Mazepa reprimió el levantamiento y anexó estas tierras a sus posesiones. Durante la guerra, los ucranianos fueron enviados a trabajos forzados, obligados a mantener tropas estacionadas, sin brindarse asistencia militar mutua en virtud de los Acuerdos de Kolómak, lo que provocó la indignación entre los cosacos. En 1708, el rey sueco y su ejército comenzaron a trasladarse al Hetmanato, por lo que Mazepa decidió forjar una nueva alianza con Suecia, bajo la cual se formó el principado ucraniano. El Hetman fue apoyado por los cosacos en esta decisión. Por esto, Pedro I ordenó la destrucción de la capital del Hetmanato, Baturyn e impuso un anatema eclesiástico en Mazepa. Los cosacos, leales al zar, eligieron como Hetman a Iván Skoropadsky, quien firmó el tratado de Reshetýliv. En la batalla decisiva de Poltava en 1709, el ejército sueco-cosaco perdió ante Moscú y la Pequeña Rusia. Iván Mazepa y Carlos XII se retiraron a Bender en el Imperio Otomano y 23 000 soldados del ejército sueco capitularon.

#### Fin del Hetmanato
Después de la muerte de Skoropadski en 1722, Pavló Polubotko fue elegido Hetman interino. Pronto fue encarcelado en San Petersburgo y en su lugar creó el colegiado de la Pequeña Rusia, un órgano ejecutivo de seis oficiales rusos. Pero tan pronto como surgió una nueva amenaza del Imperio Otomano en 1727, con el fin de conseguir ayuda de las tropas cosacas, el colegiado fue liquidado y se permitió elegir al Apóstol Daniel como Hetman. Estuvo de acuerdo con el zar en puntos decisivos, según los cuales el Hetmanato volvió a una autonomía relativa. Después de su muerte en 1734, la emperatriz Anna Ioánnovna creó la Junta del gobierno del Hetman (con 3 cosacos y 3 representantes rusos), que existió hasta 1750. 
En 1750, cuando la emperatriz Isabel restauró la posición del Hetman, el cargo se le dio a Kiril Razumovski, uno de los primeros masones ucranianos y su último Hetman. Devolvió la capital a Baturyn, convirtió a los oficiales en nobles, transformó los consejos cosacos en una asamblea general y llevó a cabo reformas judiciales y militares. Un conocido arquitecto de la época, Iván Hryhoróvych-Barski, construyó el Palacio Razumovski en Baturyn y la Catedral de la Natividad de la Virgen en Kozelka, que son buenos ejemplos del barroco ucraniano.
En la segunda mitad del siglo XVIII, Catalina la Grande instigó la histeria en la población ortodoxa oriental local al prometer protección contra el catolicismo, que condujo a un conflicto armado, la rebelión Koliívschyna en la vecina Ucrania del Margen Derecho, que formaba parte de la República de las Dos Naciones y concluyó en la Confederación de Bar, que acabó con la invasión militar rusa y las Particiones de Polonia. A fines del siglo XVIII, Rusia se anexionó por completo la mayor parte de Ucrania.
Al mismo tiempo, el Imperio ruso ganó gradualmente el control sobre el área de la costa del mar Negro (costa póntica norte) que formaba parte del reino otomano al final de las Guerras ruso-turcas de 1735–1739, 1768–1774 y 1787–1792.
Las tierras se entregaron generosamente a la nobleza y el campesinado no libre fue transferido para cultivar la estepa póntica. Al obligar a la población local de Nogai a salir y reasentar a los griegos de Crimea, Catalina la Grande cambió el nombre de todos los lugares poblados e invitó a otros colonos europeos a estas tierras recién conquistadas: polacos, alemanes (alemanes del Mar Negro, alemanes de Crimea, alemanes del Volga), suizos y otros. Al sur de Ucrania fueron deportados algunos estonios suecos. Desde entonces existe el antiguo pueblo sueco de Gammalsvenskby–Zmíivka.
Catalina la Grande persuadió a Kiril Razumovski para que regresara a San Petersburgo y en lugar del Hetmanato creó el Segundo Colegiado de la Pequeña Rusia en 1764 y se abolió el sistema de regimiento en Ucrania Libre. Durante su actividad tuvo lugar la unificación del sistema estatal con el de toda Rusia, se realizó el Inventario General de la Pequeña Rusia, se introdujo la servidumbre y en 1783 los campesinos ucranianos fueron esclavizados. Se establecieron las gobernaciones de Kiev, Chernígov, Nóvhorod-Síverski y Járkov. El último Sich cosaco,.donde huyeron los cosacos del antiguo Hetmanato que no querían someterse a Rusia, fue destruido en 1775. El ejército que destruyó Sich partió de la fortaleza de Santa Isabel, liderado por el general Tekeli, en ese momento era el cuartel general principal del Alto Mando ruso en Ucrania y era allí donde se almacenaban la mayoría de los valores cosacos después de la liquidación de Sich.

## Edad Contemporánea

### Ucrania bajo el Imperio ruso
- Ver también: Ucrania de la Margen Izquierda - Ucrania del Dniéper - Rusia Menor - Nueva Rusia

- Ver también: Ucrania de la Margen Izquierda - Ucrania del Dniéper - Rusia Menor - Nueva Rusia

Después de la victorias del Imperio Ruso en guerras con los turcos y la liquidación de la Sich de Zaporiyia en 1775, una parte más pequeña de los cosacos ucranianos huyó a través del Danubio a las tierras del Imperio Otomano, o se reasentó en el Kubán, y la mayor parte fue deportada por el gobierno ruso a Siberia. Todos sus documentos (más de 30 mil), que son testimonio de la historia de Ucrania en los siglos XVI-XVIII, se guardaron durante mucho tiempo en la fortaleza de Santa Isabel, que entonces era el cuartel general principal del Ejército Imperial Ruso, y de donde a finales de mayo de 1775 partieron cien mil ejércitos rusos, que el 15 de junio destruyeron la Sich (todos los artefactos cosacos valiosos se almacenaron aquí antes de la evacuación de Kiev en 1918). El último líder de Sich, Petró Kalnyshevsky, murió en prisión en Solovki. La Nueva Rusia se creó en las antiguas tierras de los cosacos de Zaporiyia, en cuyo los rusos fundaron varias grandes ciudades en los sitios de antiguos asentamientos cosacos: Yekaterinoslav, Jersón (1778), Isabelgrado (1784), Mykoláiv (1789) y Odesa (1794), el primer alcalde de esta última fue José de Ribas, un militar de origen español.
La victoria en la guerra contra Napoleón inspiró a transformar Rusia en una democracia progresista con un orden constitucional. Después de San Petersburgo, el campo de actividad más amplio del movimiento decembrista fue Ucrania, donde en 1821, se formó la sociedad del sur en Tulchyn y la sociedad de eslavos unidos en Novohrad-Volynskyi. En 1817, los cosacos del ejército del Bug se opusieron a su traslado a asentamientos militares y en 1819 estalló el levantamiento de Chuguiv de los campesinos militares contra las condiciones de vida inhumanas de la región de Arakchei. Durante el fallido levantamiento de los decembristas en 1825 en San Petersburgo, el levantamiento del Regimiento de Chernígov dirigido por Serguéi Muraviov duró hasta enero de 1826. Durante el levantamiento de noviembre de 1830-1831, los polacos intentaron revivir la República de las Dos Naciones.
Durante la siguiente guerra turco-rusa, Gran Bretaña, Francia y el Reino de Cerdeña se pusieron del lado del Imperio Otomano, cuyo protectorado, Valaquia, fue ocupado por Rusia y comenzó la Guerra de Crimea de 1853-1856. Para destruir la base naval de Sebastopol en 1854, se eligió Eupatoria como el lugar del desembarco conjunto. En 1855, los campesinos de la región de Kiev comenzaron el reclutamiento de milicias conocidas como los cosacos de Kiev, que organizaron comunidades autónomas y se negaron a desempeñar sus funciones. La rendición de Sebastopol después de la derrota rusa y la inundación de la flota del mar Negro tuvo como consecuencia la prematura muerte de Nicolás I.

#### Renacimiento nacional
Debido a la expansión del círculo de personas educadas y de la ilustración, aparecieron las ideas de los derechos humanos, el nacionalismo y la democracia. El renacimiento nacional ucraniano tuvo una extensa evolución dividida en distintas etapas. En la segunda mitad del siglo XVIII, los representantes de la elite ucraniana realizaron un estudio sobre el idioma ucraniano, la historia y tradiciones de la cultura ucraniana. Este estudio se convertiría en la base de la ilustración nacional en la segunda mitad del siglo XIX, base sobre la cual aparecieron ideas nacionalistas que fueron difundidas entre la población, lo que daría lugar a la formación del arte, la literatura y las ciencias nacionales. A principios del siglo XX, estos cambios se convirtieron en una etapa política con la formación de leyes específicas para garantizar los derechos de los ucranianos en todas las esferas de la vida, tanto cultural como política y económica. 
Se considera que el comienzo del renacimiento de la literatura ucraniana es la publicación en 1798 de la Eneida, una burlesca escrita por Iván Kotliarevski, que es una interpretación de una obra antigua clásica, la Eneida. El primer círculo de intelectuales en Járkov se fundó alrededor de la universidad de la ciudad, donde se publicaron colecciones de folclore, se formaron las primeras normas gramaticales del ucraniano y aparecieron los primeros escritores ucranianos; Petró Hulak, Hryhoriy Kvitka y Mijaíl Ostrogradski. En la década de 1820, apareció la Historia de Rutenia de Hryhoriy Konysky, que corrobora la sucesión de Rutenia a Ucrania, y no a los principados del noreste de Moscú y Rusia. En 1834, se inauguró la Universidad de Kiev. Kobzar de Tarás Shevchenko fue publicado en San Petersburgo en 1840. Durante 1845-1847, la Hermandad de Cirilo y Metodio operó clandestinamente en Kiev, que trabajó en el libro de la existencia del pueblo ucraniano de Nikolái Kostomárov. Los hermanos buscaron formar una confederación de repúblicas eslavas libres y abolir la servidumbre del Imperio ruso. En marzo de 1847, se prohibieron las actividades de la hermandad, los miembros fueron arrestados y Tarás Shevchenko fue enviado a servir en el ejército en Kazajistán. 
En 1862, el gobierno zarista prohibió más de 100 escuelas dominicales ucranianas y, en 1863, el ministro del Interior del Imperio ruso, Piotr Valúev, emitió una circular que prohibía el uso del idioma ucraniano fuera del hogar. En 1866, se abrió la Universidad de Odesa, los institutos politécnicos de Kiev, Járkov y Dnipró. En ese momento, los historiadores ucranianos Nikolái Kostomárov, Volodímir Antonóvich, Dmytró Yavornitski y Mijailo Hrushevski estaban trabajando en un artículo de la historia de Ucrania-Rutenia. También se importó mucha literatura de la región de Galitzia. En 1876, Alejandro II emitió el Ukaz de Ems, que restringía el uso del idioma ucraniano en Rusia, prohibía la publicación de libros en ucraniano, la importación desde el extranjero, las obras teatrales, etc. 

### Ucrania bajo el Imperio Habsburgo
Como resultado de la división de la República de las Dos Naciones, la región de Ucrania Roja pasó al Imperio austríaco. En 1772 se formó una nueva unidad administrativa, el Reino de Galicia y Lodomeria. María Teresa y su hijo José II llevaron a cabo inmediatamente una serie de reformas del autogobierno local, los católicos griegos fueron equiparados con los católicos latinos, se reabrió la Universidad de Leópolis, se permitió que las escuelas se impartieran en su idioma nativo y se abolió la dependencia personal de los campesinos de la servidumbre, pero se conservó la servidumbre. Después de las acciones militares conjuntas de Rusia y Austria contra el Imperio Otomano en 1774, Bucovina fue cedida a Viena. De 1786 a 1849 formó parte de Galicia, y en 1862 se transformó en una tierra independiente de la corona del imperio. En 1781, el emperador José II emitió un decreto uniendo todas las parroquias y monasterios dentro de la Bucovina austriaca en una sola diócesis y subordinándola al obispo Dosifey Hereskul. El 12 de diciembre, la catedral episcopal fue trasladada a Chernivtsí. Durante las Guerras napoleónicas, el Reino de Galicia y Lodomeria se formó en 1809, y las tierras de Lublin y Volinia Occidental fueron cedidas al Ducado de Varsovia, que fue absorbido por Rusia en 1815, cediendo la región de Ternópol. En 1846 se anexaron a Galicia los principados de Cracovia y Auschwitz y Zator.

### Primera Guerra Mundial
Para el Imperio ruso, los ucranianos eran considerados como «pequeños rusos» y contaba con el apoyo de la comunidad rusófona entre la población ucraniana en la región de Galitzia. Austria, por el contrario, apoyó el aumento del nacionalismo ucraniano a fines del siglo XIX. El oeste de Ucrania fue un importante enfrentamiento para los Balcanes y la población eslava ortodoxa que albergaba.
La guerra de los Balcanes entre Austria-Hungría y Serbia era inevitable, ya que la influencia de Austria-Hungría había disminuido y el movimiento pro-eslavo se había incrementado. El surgimiento del nacionalismo étnico coincidió con el crecimiento de Serbia, donde el sentimiento antiaustríaco fue quizás más fuerte. Austria-Hungría había ocupado la antigua provincia otomana de Bosnia-Herzegovina, que tenía una gran población serbia en 1878. Fue anexionada formalmente por Austria-Hungría en 1908. El creciente sentimiento nacionalista también coincidió con la decadencia del Imperio Otomano. Rusia apoyó el movimiento pro-eslavo, motivado por lealtades étnicas y religiosas y una rivalidad con Austria que se remonta a la Guerra de Crimea. Eventos recientes como el fallido tratado ruso-austriaco y el sueño centenario de un puerto de aguas cálidas también motivaron las tensiones.
La religión también jugó un papel clave en el enfrentamiento. Cuando Rusia, Prusia y Austria dividieron Polonia a fines del siglo XVIII, heredaron en gran parte poblaciones católicas de rito oriental. Rusia hizo todo lo posible para revertir a la población al cristianismo ortodoxo, a menudo de manera pacífica, pero a veces por la fuerza, como ocurrió en Chełm.
El factor final fue que para 1914, el nacionalismo ucraniano había madurado hasta un punto en el que podría influir significativamente en el futuro de la región. Como resultado de este nacionalismo y de las otras fuentes principales de confrontaciones ruso-austriacas, incluidos los territorios polacos y rumanos, ambos imperios perdieron finalmente estos territorios en disputa cuando se formaron nuevos Estados independientes.
El avance ruso hacia Galitzia comenzó en agosto de 1914. Durante la ofensiva, el ejército ruso empujó con éxito a los austriacos hasta la cresta de los Cárpatos, ocupando todo el territorio llano y cumpliendo sus largas aspiraciones de anexarlo.
Los ucranianos se dividieron en dos ejércitos separados y opuestosː 3.5 millones lucharon con el Ejército Imperial Ruso, mientras que 250,000 formaban parte del Ejército Austrohúngaro. Muchos ucranianos terminaron combatiendo entre sí. Además, muchos civiles ucranianos murieron después de que los soldados les hubieran disparado tras acusarlos de colaborar con los ejércitos opositores.
Durante la Primera Guerra Mundial, el pueblo ucraniano occidental se hallaba entre Austria-Hungría y Rusia. Las aldeas ucranianas fueron destruidas regularmente por el fuego cruzado. Se puede encontrar a los ucranianos participando en ambos lados del conflicto. En Galitzia, más de veinte mil ucranianos sospechosos de simpatizar con los intereses rusos fueron arrestados e internados en campos de concentración austriacos, como en Talergof y Estiria.

### Guerra de independencia de Ucrania
En la guerra de independencia de Ucrania o guerra soviético-ucraniana lucharon distintas facciones tras la Revolución de Octubre de 1917, y transcurre parte de la Primera Guerra Mundial, al que se añade el colapso del Imperio austrohúngaro y el Imperio ruso. La debacle de estos imperios tiene un gran efecto sobre el movimiento nacional ucraniano, surgiendo en el corto período de cuatro años, diferentes gobiernos y de diverso signo. Este periodo se caracteriza por el optimismo y la construcción nacional, aunque también por el caos y la guerra civil. Finaliza en 1921, con el territorio de la actual Ucrania dividido entre la Ucrania Soviética (RSS de Ucrania fue una república constituyente de la Unión Soviética) y la Segunda República Polaca, aunque con pequeñas regiones en Bielorrusia, Checoslovaquia y Rumanía.
Después de la abdicación del Zar Nicolás II, los líderes de la sociedad ucraniana en Kiev rápidamente organizan la Rada Central Ucraniana (Ukraínska Tsentralna Rada), encabezada por Myjailo Hrushevsky. Tuvo la aprobación inicial del Gobierno Provisional Ruso en Petrogrado (San Petersburgo), pero luego surgieron discrepancias. En la Rada Central cooperaron diversas fuerzas, la mayoría rusas, los diputados de los soviets de trabajadores y soldados formados en Ucrania (por parte de los mencheviques y bolcheviques), y rápidamente tuvo el apoyo de los miembros del Ejército Rojo en Ucrania. El 23 de junio de 1917, la Rada Central promulga la Primera Universal, declarando la autonomía ucraniana dentro de una Rusia federada, que fue apoyada de forma entusiasta por el Primer Congreso Panucraniano Campesino el 28 de junio.
Poco después de la insurrección soviética bolchevique de principios de noviembre ocurrida en Petrogrado (conocida como Revolución de octubre por la diferencia de calendarios), la Rada Central Ucraniana proclama la Tercera Universal el 20 de noviembre de 1917, declarando la República Popular Ucraniana en Kiev. Inicialmente, la República Popular Ucraniana se proclamó autónoma pero favorable a una federación con la República Rusa. Los bolcheviques ucranianos convocan el Congreso Panucraniano de los Sóviets, celebrada en Kiev el 17 de diciembre, con la esperanza de ganarse el apoyo de los soviets en toda Ucrania. Encontrándose ellos mismos como una pequeña minoría dentro de un congreso con 2.500 delegados, unos 100 delgados bolcheviques junto a algunos otros, dejan el congreso para reunirse en un Congreso de representantes locales en Járkov, renombrándose como Congreso Panucraniano de los Soviets de Trabajadores, Soldados y Campesinos, y declaran la República Popular Ucraniana de los Sóviets el 25 de diciembre de 1917 como parte federada de la Rusia Soviética.
Las relaciones entre la República Popular Ucraniana y la República Popular Ucraniana de los Sóviets, que en diciembre de 1919 se convertiría en la República Socialista Soviética de Ucrania, rápidamente se deterioran, desembocando en una guerra abierta, teniendo los bolcheviques el apoyo del Ejército Rojo ruso. La República Soviética de Ucrania brevemente pierde la ciudad de Kiev en manos de los bolcheviques, pero luego la retoman y mantienen el control sobre buena parte de Ucrania, mientras los bolcheviques son obligados a reubicar su gobierno en Taganrog (actual Rusia), en el mar de Azov. Con la alianza entre bolcheviques y anarquistas del Ejército Negro, retoman buena parte del territorio ucraniano, aprovechando que la República Soviética de Ucrania está luchando en otras batallas en el oeste.
El 19 de octubre de 1918,  en Leópolis se proclama la República Popular Ucraniana Occidental. El 22 de enero de 1919, firma con la República Popular Ucraniana el Acta de Unificación de Ucrania, que luego será desplazada por el Hetmanato de Pavló Skoropadski apoyado por los alemanes. Skoropadski se vio forzado a retirarse con los alemanes, restaurándose la República Popular Ucraniana bajo el Directorio de Ucrania. El 9 de febrero de 1918, fue firmado el Tratado de Brest-Litovsk entre los representantes de los Imperios Centrales y los de la Rada Central Ucraniana, el cual precedió en casi un mes al que firmaron aquellos con el Gobierno ruso de Lenin (Sovnarkom). Al rendirse los alemanes en noviembre de 1918, Ucrania recobró su independencia, pero de nuevo tuvo que enfrentarse a las pretensiones de la Rusia Soviética y también de la recién formada Segunda República Polaca, que intentó anexionar Galitzia oriental de la República Popular Ucraniana Occidental, que se había unificado con la República Popular Ucraniana el 22 de enero de 1919. 

### Período de entreguerras
La revolución que llevó al poder al partido socialista devastó Ucrania, dejando más de 1.5 millones de muertos y cientos de miles sin hogar, además de que la Ucrania soviética tuvo que enfrentarse a la hambruna de 1921. Viendo a la sociedad exhausta, el gobierno soviético siguió siendo muy flexible durante la década de 1920. Así, la cultura nacional y el idioma ucraniano disfrutaron de un renacimiento, ya que la «ucranización» se convirtió en una aplicación local de la política soviética de la korenización (literalmente «indigenización»). Los bolcheviques también se comprometieron a introducir atención a la salud, educación y seguridad social con múltiples beneficios, así como el derecho al trabajo y a la vivienda. Los derechos de la mujer se incrementaron considerablemente a través de nuevas leyes que pretendían eliminar las desigualdades sociales. La mayoría de estas políticas fueron bruscamente suprimidas a comienzos de la década de 1930, después de que Iósif Stalin gradualmente consolidara su poder para convertirse en el líder del Partido Comunista de la URSS y en el dictador de facto de la Unión Soviética.

#### Ucrania Occidental bajo la ocupación
Tras el final de la Primera Guerra Mundial, la parte oriental de la antigua provincia austríaca de Galitzia, así como Volinia, que había pertenecido al Imperio ruso, acabó siendo el motivo de la guerra polaco-ucraniana. Los ucranianos reclamaron estas tierras porque constituían la mayoría de la población (a excepción de las ciudades, como Leópolis, mientras que los polacos vieron estas provincias como tierras fronterizas orientales, una parte histórica de su país. La guerra fue ganada por los polacos, y su dominio sobre estas tierras en disputa se consolidó después de otra victoria polaca, en la guerra polaco-soviética. Si bien algunos ucranianos apoyaron a Polonia, sus esperanzas de independencia o autonomía se desvanecieron rápidamente.
Con la llegada al poder de Józef Piłsudski, se instauró en el este de Polonia un régimen autoritario conocido como rehabilitación. La oposición política fue perseguida por medios y métodos legales. Se siguió una política de represión cultural contra las minorías nacionales, que en el otoño de 1930 se convirtió en represión masiva contra la población ucraniana de Galitzia y Volinia. Se desplegaron unidades de la policía y el ejército polacos en más de 800 aldeas, se detuvo a más de 2 000 personas, se liquidaron organizaciones ucranianas y se quemaron unas 500 casas. Llegó al punto de que en 1932 la Sociedad de las Naciones condenó las acciones del gobierno polaco contra la población ucraniana, la respuesta fue el surgimiento del movimiento nacionalista. Ya en 1920, el coronel de la República Popular de Ucrania, Yevguén Konovalets, creó la Organización Militar Ucraniana, que se transformó en 1929 en la Organización de Nacionalistas Ucranianos (OUN) con el propósito de la lucha terrorista clandestina. En 1921, se estableció la Universidad Secreta Ucraniana en Leópolis, y en el año de su cierre, en 1925, Dmytro Levitski fundó la Unión Democrática Nacional Ucraniana, que eligió métodos legales de lucha. Un grupo de miembros de la OUN encabezados por Stepán Bandera llevó a cabo una serie de asesinatos políticos: en 1933, un diplomático soviético responsable del Holodomor, en 1934, el ministro del Interior polaco, Bronislav Peratsky, por la pacificación. En el mismo año, se estableció el campo de concentración de Bereza Kartuzka para presos políticos, se llevaron a cabo juicios de demostración y se arrestó a varios activistas de la OUN.
Unos días después de que los alemanes invadieran Polonia, el dictador soviético Iósif Stalin le dijo a un asistente que su objetivo a largo plazo era la expansión del comunismo en Europa del Este: "Ahora [Polonia] es un estado fascista que oprime a los ucranianos, bielorrusos, etc. ¡La aniquilación de ese estado en las condiciones actuales significaría un estado fascista burgués menos con el que lidiar! ¿Cuál sería el daño si como resultado de la derrota de Polonia extendiéramos el sistema socialista a nuevos territorios y poblaciones?"

### Segunda Guerra Mundial
El 23 de agosto de 1939, en Moscú, los ministros de relaciones exteriores de la Unión Soviética, Viacheslav Mólotov y la Alemania nazi, Joachim von Ribbentrop, firmaron un Tratado de no Agresión acompañado de un protocolo adicional secreto sobre la división de Europa del Este: el Pacto Ribbentrop-Mólotov. El 1 de septiembre, los ejércitos alemanes cruzaron la frontera polaca, Francia y el Reino Unido entraron en la guerra al bando de Polonia; este fue el comienzo de la Segunda Guerra Mundial. El 17 de septiembre, las tropas soviéticas cruzaron la frontera polaca desde el este. De acuerdo con el protocolo adicional secreto, Polonia Occidental se convertía en un área de interés alemán y la Unión Soviética recuperaba todas las tierras del Imperio ruso, recibía Galicia y anexionaba Besarabia y el norte de Bucovina. 
Tras la invasión soviética de Polonia en septiembre de 1939, las tropas alemanas y soviéticas se repartieron el territorio polaco. Por lo tanto, Galicia y Volinia con su población mayoritariamente ucraniana volvieron a unirse con el resto de Ucrania. La unificación de los territorios ucranianos, alcanzada por primera vez en su historia, fue un acontecimiento decisivo en la historia de la nación. Conforme a un Tratado entre la URSS y la Tercera República Checoslovaca, firmado el 29 de junio de 1945, la región de la Rutenia subcarpática, era traspasada a la RSS de Ucrania, convirtiéndose en la actual óblast de Zakarpatia. Luego, después de que Francia se rindiera a Alemania, Rumania cedió Besarabia y el norte de Bucovina a las demandas soviéticas. La República Socialista Soviética de Ucrania incorporó los distritos norte y sur de Besarabia, el norte de Bucovina y, además, la región de Hertsa ocupada por los soviéticos, pero cedió la parte occidental de la RASS de Moldavia a la RSS de Moldavia recién creada. Todas estas conquistas territoriales fueron reconocidas internacionalmente por los Tratados de Paz de París de 1947.
El 22 de junio de 1941, formado la Operación Barbarroja para derrotar a la Unión Soviética y ganar el territorio estratégico, los ejércitos de la Alemania nazi se lanzaron a la ofensiva contra las tropas soviéticas a lo largo de toda la frontera y formó el Frente Oriental. Los batallones del ejército sur fue enviado a Ucrania, el número de tropas y equipamiento soviético estaba igualado respecto al ejército alemán, pero el factor sorpresa llevó a un rápido y feroz avance por parte de Alemania. Los alemanes, utilizando las tácticas de guerra relámpago perfeccionadas en los países europeos, avanzaron rápidamente en unidades mecanizadas hacia la retaguardia de las tropas soviéticas, rodeando ejércitos enteros. Después de romper la contraofensiva de los tanques soviéticos en el área de Lutsk, las tropas alemanas estuvieron cerca de Kiev en unas pocas semanas. En septiembre, casi todo el frente sudoccidental soviético, 660 000 soldados, fue mandado a campos de concentración. Después de una defensa de tres meses en octubre, las tropas alemanas aliadas capturaron Odesa. En noviembre comenzó el asedio de Sebastopol, que atrajo a parte de las tropas alemanas hacia el Cáucaso.
Las fuerzas de ocupación alemanas anexaron las antiguas tierras austrohúngaras y formaron el Comisariado Imperial de Ucrania con su capital en Rivne y gobernado por Erich Koch. Las tierras al oeste del río Dniéster fueron cedidas a Rumania como Transnistria, el resto del territorio de Ucrania estaba bajo el control de la administración militar. Una parte de los ucranianos y polacos, particularmente en el oeste, donde habían experimentado dos años de duro gobierno soviético, inicialmente consideraron a los soldados de la Wehrmacht como libertadores. Los soviéticos en retirada asesinaron a miles de prisioneros. Algunos activistas ucranianos del movimiento nacional esperaban un impulso para establecer un estado independiente de Ucrania. Inicialmente, las políticas alemanas alentaron un poco esas esperanzas a través de las vagas promesas de la «Gran Ucrania» soberana, ya que los alemanes estaban tratando de aprovechar los sentimientos antisoviéticos, antiucranianos, antipolacos y antijudíos. Se formó una policía auxiliar ucraniana local, así como una división de las SS de Ucrania, la 14.ª División de Granaderos Waffen de las SS Galicia (1.ª ucraniana). Sin embargo, después del período inicial de tolerancia limitada, las políticas alemanas pronto cambiaron abruptamente y el movimiento nacional ucraniano fue brutalmente aplastado.
Después del fracaso de la Blitzkrieg alemana cerca de Moscú en el invierno de 1941, las tropas soviéticas intentaron sin éxito una contraofensiva en la primavera de 1942. En julio de 1942, los alemanes ocuparon su último asentamiento en la Unión Soviética. Tras las derrotas en El Alamein y Stalingrado, la Alemania nazi perdió a su principal aliado, Italia, y una ventaja militar-táctica. El 18 de diciembre de 1942, las tropas soviéticas comenzaron a liberar los territorios ocupados. Al ocupar el norte de Italia y establecer la República títere de Salo, los alemanes intentaron tomar la iniciativa en el Frente Oriental, recuperando Járkov. Pero en agosto de 1943, los alemanes perdieron la batalla de Kursk y las tropas aliadas desembarcaron en el sur de Italia. Esto finalmente cambió el rumbo de la guerra y abrió el camino para la maquinaria militar soviética hacia Occidente. 
Kiev fue reconquistada por el Ejército Rojo soviético el 6 de noviembre de 1943. En mayo de 1944, siendo Crimea liberada, las autoridades soviéticas llevaron a cabo la deportación forzosa de los tártaros de Crimea por un supuesto colaboracionismo. A fines de octubre de 1944, el último territorio de la actual Ucrania (cerca de Úzhgorod, entonces parte del Reino de Hungría) fue liberado de tropas alemanas; esto se celebra anualmente en Ucrania (el 28 de octubre) como el «Aniversario de la liberación de Ucrania de los nazis». El 7 de mayo de 1945, Alemania capituló y el 8 de mayo se declaró el Día de la Victoria en Europa. El 2 de septiembre de 1945, Japón capituló y terminó la Segunda Guerra Mundial.

### Período de postguerra

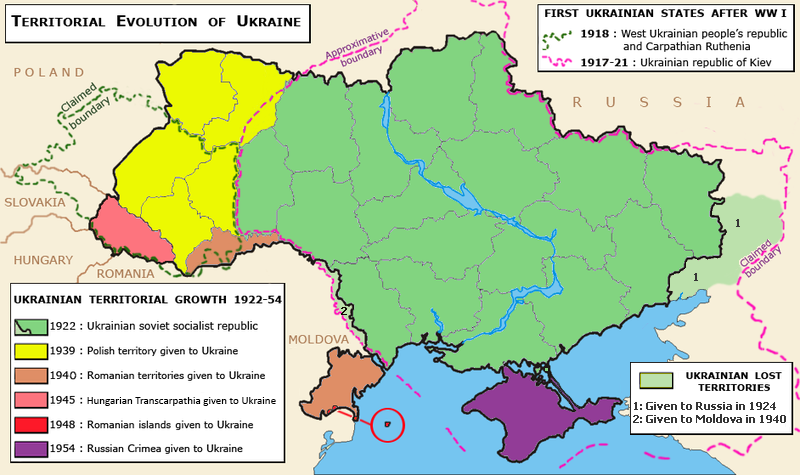
Formación del actual territorio de Ucrania comparado con las fronteras de las repúblicas de 1918.

En abril de 1945, una delegación de la RSS de Ucrania encabezada por Dmytró Manuilsky en Nueva York se convirtió en uno de los miembros fundadores de las Naciones Unidas. En el mismo año, se firmó un acuerdo sobre la frontera soviético-polaca y sobre la anexión de Transcarpacia. Se llevó a cabo un intercambio de población en la frontera con Polonia hasta 1946, en 1947 las autoridades polacas deportaron a los ucranianos fronterizos a las tierras alemanas recién adquiridas en el oeste: la Operación Vístula, y los soviéticos deportaron a 78.000 ucranianos «no confiables» a Siberia. En el mismo año, bajo el tratado soviético-rumano, el norte de Bucovina y el sur de Besarabia fueron anexados oficialmente, pero la orilla izquierda del Dniéster siguió siendo parte de la República Socialista Soviética de Moldavia. En el período de posguerra, un total de 43 000 personas menores de 25 años fueron arrestadas por crímenes políticos antisoviéticos, incluidas 36 300 en las regiones occidentales y alrededor de 500 000 ucranianos de las regiones occidentales fueron enviados al exilio. Como resultado de numerosas reubicaciones, migraciones y deportaciones de la primera mitad del siglo XX, el espectro étnico de la población de Ucrania ha cambiado significativamente en la dirección de reducir la proporción de minorías nacionales y al mismo tiempo aumentar la proporción de rusos. Reuniendo la mayoría de las tierras étnicas dentro de la URSS, el norte de Besarabia, Lemkovina, Nadsiania, Jolm, Podlaquia, Brest, Starodub, Podonia y Kubán permanecieron fuera de las fronteras de Ucrania y luego su población fue asimilada de forma severa. En 1945, el metropolitano Joseph «el Ciego» fue enviado al campo y en marzo del año siguiente, la Iglesia católica griega pasó a la clandestinidad y se convirtió en una «catacumba». Entre 1947 y 1949, Nikita Jrushchov llevó a cabo una rápida sovietización de las regiones occidentales, las ciudades se industrializaron, se establecieron granjas colectivas en las aldeas y los disidentes se trasladaron al este de Siberia. Los combatientes de la UPA, esperando en vano que la Guerra Fría de Occidente con la URSS entrara en una fase candente, continuaron resistiendo al gobierno soviético, recurriendo a la táctica de luchar contra pequeñas unidades contra las abrumadoras fuerzas de la NKVD. Al mismo tiempo, el gobierno soviético trató de desacreditar a los insurgentes ante los ojos de la población mediante deportaciones masivas, provocaciones y propaganda. En 1950, el comandante en jefe de la UPA, Román Shujévych, fue asesinado y la lucha cesó.
Después de la Segunda Guerra Mundial, que causó graves daños a la economía y a la población del país, Ucrania recibió territorios que habían pertenecido a Checoslovaquia, Rumania y Polonia.

#### Transferencia de Crimea
La transferencia de Crimea se refiere al cambio administrativo interno en la Unión Soviética mediante el cual el óblast de Crimea fue transferida de la RSFS de Rusia a la vecina RSS de Ucrania en 1954. La medida fue implementada a petición de la parte rusa, que no tenía acceso terrestre a la península, siendo Crimea abastecida de electricidad, agua, carreteras y vías férreas desde Ucrania, lo cual favorecía la gestión, administración y contabilidad de la península por esta última. El Primer Secretario del PCUS, Nikita Jruschov, fue uno de los artífices de dicha transferencia, apoyado así mismo por el Presidente del Consejo de Ministros de la URSS Gueorgui Malenkov. El Soviet Supremo de la URSS ratificó la transferencia de Crimea a la RSS de Ucrania el 19 de febrero de 1954, la cual fue confirmada por una ley específica del 26 de abril.
El traspaso administrativo se consumó el 17 de junio de 1954, cuando el Soviet Supremo de la RSS de Ucrania aceptó la incorporación del territorio. Pese a ello, la población rusa continuó siendo la etnia mayoritaria de la óblast de Crimea: 858 000 rusos frente a 268 000 ucranianos, según el censo de 1959.

#### Disidencia

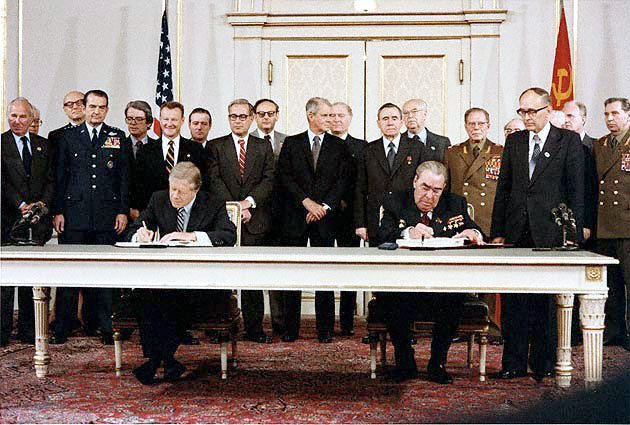
Leonid Brézhnev y Jimmy Carter, 1979.

En 1964, un grupo de miembros del partido de oposición encabezado por Leonid Brézhnev destituyó a Jrushchov de su cargo y lo envió a la jubilación. En 1965, comenzaron las reformas en la agricultura y la industria, que restauraron la centralización estricta y las empresas adoptaron a la autofinanciación. En el campo, esto condujo a la consolidación de granjas colectivas y la desaparición de un gran número de pequeños pueblos y aldeas. En general, el bienestar social de la población mejoró, pero a partir de la década de 1970 se inició una crisis sistémica de la extensa trayectoria del desarrollo económico. Los intentos de superar la crisis ideológica y económica del desarrollo estatal llevaron a la idea de construir un socialismo desarrollado en lugar de la base central del comunismo hasta 1980 y el estancamiento en la vida económica y social. En el ámbito internacional, la mitad de la década de 1970 estuvo marcada por un intento de establecer relaciones entre los campos ideológicos de Occidente y Oriente y de aliviar la tensión de una guerra nuclear.
En 1972, Volodýmyr Scherbitski, fue nombrado secretario del comité central del partido comunista y lanzó una nueva ola de arrestos de intelectuales, algunos fueron condenados, algunos fueron enviados a hospitales psiquiátricos y muchos simplemente fueron despedidos del partido. En 1976, se formó el Grupo de Helsinki de Ucrania para monitorear el cumplimiento de la URSS con los términos de los Acuerdos de Helsinki de 1975, formado por Mykola Rudenko, Petró Grigorenko, Levkó Lukiánenko, Iván Kandyba, Vasil Stus, Viacheslav Chornovil, etc. Al año siguiente, la mayoría de sus participantes fueron deportados a los campos y la rusificación se está extendió en la vida pública.
En 1977, se adoptó una nueva Constitución de la URSS, con el fin de obtener divisas para la venta de recursos naturales, los campos de petróleo y gas en Siberia se desarrollaron activamente, y los países socialistas instalaron una red de oleoductos a través del territorio de Ucrania. La centralización de los flujos económicos agotó los recursos de Ucrania, sin siquiera darse la oportunidad de renovar la capacidad de producción. La urbanización se aceleró, con 4,6 millones de campesinos ucranianos mudándose a las ciudades. Al mismo tiempo, la tasa de natalidad se desaceleró, y se produjo un envejecimiento general de la población. A fines de 1979, la Unión Soviética envió tropas a Afganistán en apoyo de las fuerzas prosoviéticas y se encontró aislada internacionalmente en medio de la caída de los precios mundiales de los hidrocarburos, cuyas ganancias ayudaron a cubrir los problemas de una economía ineficiente.

#### Perestroika

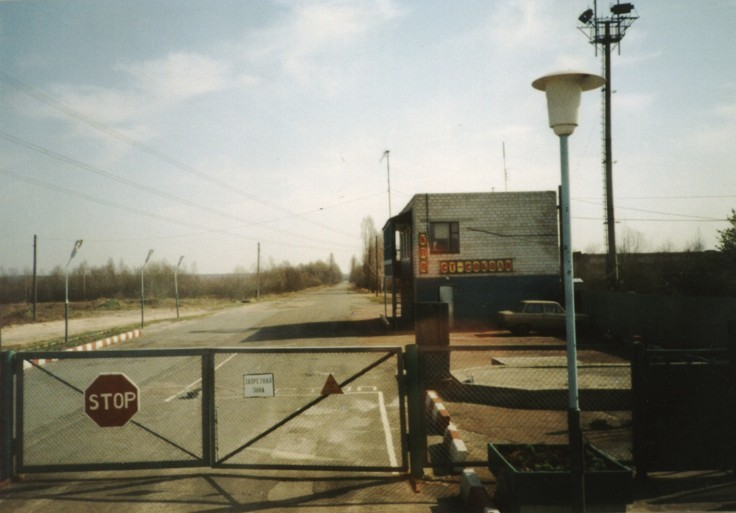
Zona de exclusión de Chernóbil.

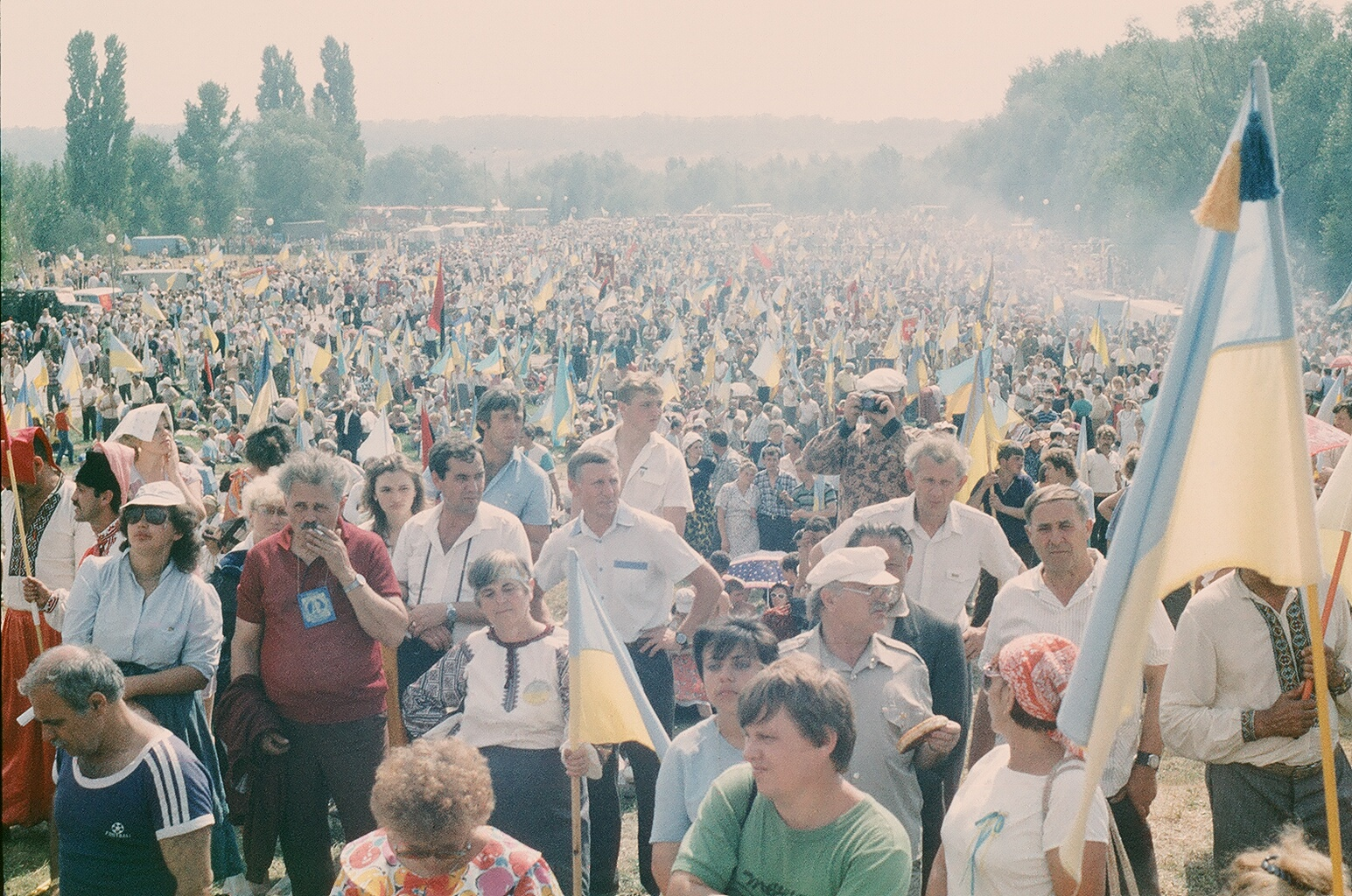
Marcha en Zaporizha conmemorando los 500 años de los cosacos, 1990.

Después de la muerte de Brézhnev en 1982, tuvo lugar un desfile de secretarios generales, muriendo año tras año hasta que el joven reformador Mijaíl Gorbachov llegó al poder en 1985. Estrechó lazos con los países capitalistas para intentar salvar la economía de la URSS, redujo la carrera armamentista, retiró las tropas de Afganistán y permitió la unificación de la República Democrática Alemana y la República Federal de Alemania. En la política interna, comenzó a implementar un programa de reforma económica y liberalización de la vida pública, estos procesos se llamaron la perestroika. El 26 de abril de 1986, se produjo un accidente en la central nuclear de Chernóbil, que con su invisible llama radiactiva pareció arrojar luz sobre todos los problemas acumulados en la sociedad soviética. Como resultado, más de 50 000 km del territorio ucraniano se vieron afectados, cientos de asentamientos y 100 000 habitantes locales fueron completamente reasentados. Por otro lado, la libertad de expresión rápidamente llenó los vacíos de la conciencia histórica de la gente y despertó sentimientos nacionales, la intelectualidad comenzó a unirse en torno a varias sociedades. En 1988, se formó la Asociación Ucraniana de Helsinki, encabezada por Levkó Lukiánenko, en 1989 se formó el Movimiento Popular por la Perestroika, estallaron huelgas de mineros en el país y Shcherbytsky fue reemplazado por Volodímir Ivashkó. El 28 de octubre, la Rada Suprema de Ucrania restablece el estatus del idioma ucraniano a oficial.

### Ucrania independiente

#### Independencia
El 21 de enero de 1990, más de 300.000 ucranianos organizaron una cadena humana por la independencia de Ucrania entre Kiev y Leópolis, en memoria de la unificación de 1919 de la República Popular Ucraniana y la República Popular Ucraniana Occidental. Los ciudadanos salieron a las calles y carreteras formando cadenas vivas cogidos de la mano en apoyo a la unidad. En marzo del mismo año, el Partido Comunista de la República Socialista Soviética de Ucrania perdió su protagonismo, surgió el pluralismo político y el multipartidismo, y se llevaron a cabo las primeras elecciones en la Rada Suprema. El Partido Republicano Ucraniano de Levkó Lukiánenko se convierte en el primer partido político ucraniano.
En la Rada renovada, 125 diputados recién elegidos formaron el bloque de la Rada del Pueblo, encabezado por Íhor Yujnovsky, y 239 comunistas soberanos, encabezados por Leonid Kravchuk, quien encabezó el parlamento, formaron Por la Ucrania Soviética y Soberana. En 1990, debido a la grave escasez de alimentos y para evitar su salida a otras regiones, Ucrania introdujo un sistema de cartillas bajo el cual solo podían comprar los ciudadanos de la república. En el mismo año, se legalizó la Iglesia greco-católica ucraniana.
El 16 de julio de 1990, el nuevo parlamento firmó la Declaración de Soberanía Estatal de Ucrania. La declaración estableció los principios de la libre determinación de la nación ucraniana, su democracia, la independencia política y económica, y la primacía de la ley ucraniana sobre la ley soviética en el territorio ucraniano. Dicha declaración se produjo un mes después de una declaración similar aprobada por el Parlamento de la RSFS de Rusia. Esto comenzó un periodo de enfrentamiento entre el Sóviet Supremo de la Unión Soviética y las nuevas autoridades republicanas.
Tras el referéndum sobre el estatus político de Ucrania dentro de la URSS el 17 de marzo de 1991, los ánimos por la independencia de Ucrania fueron creciendo al igual que en el resto de repúblicas soviéticas. En mayo-junio de 1991, en la ciudad de Nosivka, entonces el centro del distrito de la óblast de Chernígov, hubo una huelga de hambre de maestros y protestas masivas, que fueron publicitadas en los medios de comunicación de Ucrania y llevaron al cambio de líderes del distrito de Nosivka.
En abril de 1991, el Presidente de la URSS, Mijaíl Gorbachov, en un intento de salvar el Estado soviético, inició los preparativos para firmar un Nuevo Tratado de la Unión, en un proceso llamado de Novo-Ogariovo por el lugar de residencia del Presidente en las afueras de Moscú. En este proceso participaron nueve de las repúblicas de la Unión Soviética.

#### Entre 1991 y 2004
El 8 de octubre de 1991, el parlamento aprobó la ley sobre la ciudadanía ucraniana y el 14 de noviembre estableció las fronteras estatales de Ucrania. En el referéndum de independencia del 1 de diciembre de 1991, el 90,3% de la población votó a favor de la independencia, al mismo tiempo que Leonid Kravchuk fue elegido primer presidente de Ucrania. El 2 de diciembre, la independencia fue reconocida por Canadá y Polonia; y en los siguientes 2 meses por 90 Estados más. El 6 de diciembre de 1991, se aprobó la ley que constituía a las fuerzas armadas y su lealtad hacia Ucrania.
El 8 de diciembre, los presidentes de la RSS de Bielorrusia, RSS de Rusia y RSS de Ucrania firmaron el Tratado de Belavezha que revocaba el Tratado de Creación de la Unión Soviética y proclamaba la disolución de la Unión Soviética creándose la Comunidad de Estados Independientes (CEI). El 21 de diciembre de 1991, por los presidentes de 11 de las 15 repúblicas de la Unión Soviética, en la capital de la hasta entonces República Socialista Soviética de Kazajistán, se firmaba el Protocolo de Almá-Atá como parte de la disolución de la URSS.
El 5 de diciembre de 1994, en Budapest (Hungría) fue suscrito el Memorándum de Budapest sobre Garantías de Seguridad que ofrecía garantías de seguridad por parte de sus signatarios con respecto a la adhesión de Ucrania al Tratado de No Proliferación Nuclear. El Memorándum fue originalmente suscrito, además de por Ucrania, por tres potencias nucleares: la Federación de Rusia, los Estados Unidos y el Reino Unido. De acuerdo con este documento, Ucrania cedió a Rusia 5000 bombas nucleares y 220 vehículos de largo alcance necesarios para usarlas, incluyendo 176 misiles balísticos intercontinentales y 44 aviones bombarderos de gran alcance con capacidad nuclear. El 1 de junio de 1996, Ucrania se convirtió en una nación no nuclear y envió la última de las 1.900 ojivas nucleares estratégicas que había heredado de la Unión Soviética a Rusia para su desmantelamiento.
Inicialmente, Ucrania fue vista como una república con favorables condiciones económicas en comparación con las demás regiones de la Unión Soviética. Sin embargo, el país experimentó una desaceleración económica más profunda que las otras antiguas repúblicas soviéticas. Durante la recesión vivida entre los años 1991 y 1999, Ucrania perdió el 60 % de su PIB, y sufrió de tasas de inflación de cinco dígitos. Insatisfechos con las condiciones económicas, así como con el crimen y la corrupción, los ucranianos organizaron protestas y huelgas.

#### Revolución naranja y mandato de Víktor Yúshchenko (2004-2010)
Según los resultados de la primera vuelta de las elecciones presidenciales de octubre de 2004, los votos se distribuyeron de la siguiente manera: Víktor Yúshchenko, 39,26 %; Víktor Yanukóvich, 39,11 %; Oleksandr Moroz, 5,82 % y Petró Simonenko, 4,97 %. Durante la segunda ronda del 21 de noviembre, se llevaron a cabo numerosas manifestaciones en el sur y el este a favor de Yanukovich, quien finalmente fue declarado oficialmente presidente. Numerosos partidarios de Yúshchenko marcharon en la Plaza de la Independencia en Kiev el mismo día, alegando que se había cometido fraude electoral y dando comienzo a la Revolución naranja. Según los resultados del juicio, la Corte Suprema de Ucrania anuló los resultados de la segunda ronda. La tercera ronda se anunció el 26 de diciembre, en la que ganó Yúshchenko con el 51,99 % de los votos. La toma de posesión del nuevo presidente tuvo lugar el 23 de enero de 2005. Como compromiso político, la Rada Suprema, en su mayor parte, transformó la forma de gobierno del país en un semipresidencialismo.

#### Mandato de Víktor Yanukóvich (2010-2014)
Las elecciones presidenciales de Ucrania de 2010 se llevaron a cabo, la primera ronda el domingo 17 de enero, y el balotaje el domingo 7 de febrero; para la elección del presidente de Ucrania por los siguientes cinco años. Resultó ganador el candidato prorruso Víktor Yanukóvich del Partido de las Regiones, superando a la candidata Yulia Timoshenko, entonces primera ministra de Ucrania. 1.1 millones de ciudadanos votaron por la opción "en contra de todos", un 4.37 % de los votantes.
Los resultados de las elecciones fueron validados por observadores de la OSCE y el Consejo de Europa. Sin embargo, Timoshenko se negó a reconocer los resultados, y presentó una apelación ante el principal tribunal administrativo ucraniano. El 20 de febrero retiró su apelación, alegando que las acciones de la corte «no tenían nada en común con la justicia». El presidente saliente, Víktor Yúshchenko, sí felicitó a Yanukóvich por su victoria.

#### Revolución de la Dignidad
| Datos de 2001                                                                        | Datos de 2001 |
| ------------------------------------------------------------------------------------ | ------------- |
| Sebastópol obtuvo el porcentaje más alto (90.6 %), seguido por Crimea con un 77.0 %. |               |
| Datos de 2005                                                                        |               |
| Crimea: 97 % de toda la población                                                    |               |
| Óblast                                                                               |               |
| Dnipropetrovsk                                                                       | 72 %          |
| Donetsk                                                                              | 93 %          |
| Zaporizhia                                                                           | 81 %          |
| Lugansk                                                                              | 89 %          |
| Mikoláyiv                                                                            | 66 %          |
| Odesa                                                                                | 85 %          |
| Járkov                                                                               | 74 %          |

Se conoce como Euromaidán (en ucraniano, Євромайда́н, Yevromaidán; «Europlaza») a una serie de manifestaciones y disturbios heterogéneos iniciada el 21 de noviembre de 2013 con grandes protestas en la Plaza de la Independencia en Kiev. Las protestas, de índole europeísta, independentista y nacionalista, se desencadenaron a raíz de la repentina decisión del presidente Viktor Yanukóvich de suspender el Acuerdo de Asociación entre la Unión Europea y Ucrania y fortalecer sus lazos con Rusia. Tras aprobar, por abrumadora mayoría, el parlamento ucraniano la ratificación del Acuerdo con la UE, Rusia habría presionado a Kiev para que lo rechazara. Los manifestantes se opusieron a lo que consideraban corrupción gubernamental generalizada, abuso de poder y violaciones de los derechos humanos. La organización no gubernamental Transparencia Internacional denunció a Yanukóvich como el principal ejemplo de corrupción en el mundo. La violenta dispersión de los manifestantes el 30 de noviembre de 2013 provocó aún más indignación en la población. El Euromaidán precipitó la renuncia del presidente el 22 de febrero de 2014 y significó el origen de la guerra ruso-ucraniana.
Tras la huida del presidente de Ucrania Víktor Yanukóvich en dirección desconocida el 21 de febrero de 2014, la Rada Suprema destituyó del cargo a Yanukóvich por «el abandono de sus funciones constitucionales». El 23 de febrero de 2014, el jefe del grupo parlamentario del Partido de las Regiones que lideraba Yanukóvich, Oleksandr Yefrémov, responsabilizó a Yanukóvich del saqueo del país y del derramamiento de sangre.
Más adelante, el 29 de marzo de 2014, el Congreso del Partido de las Regiones expulsaría de sus filas a Yanukóvich, Mikola Azárov, Oleksandr Klimenko, Serhiy Arbúzov, Valeriy Konovalyuk y Andréi Syshatski por 333 votos a favor, 45 en contra y 28 abstenciones.
Los sucesos se habían desencadenado en Kiev la noche del 21 de noviembre de 2013, un día después de que el Gobierno de Ucrania hubiera suspendido in extremis la firma del Acuerdo de Asociación y el Acuerdo de Libre Comercio con la Unión Europea (UE).
Aunque el 30 de marzo de 2012, Yanukóvich y los líderes de la UE habían acordado un estatuto de asociación de Ucrania con la UE, la entrada en vigor se fue aplazando y las negociaciones quedaron estancadas durante un año, entre otras razones porque una de las exigencias europeas era la liberación de Yulia Timoshenko y Yuri Lutsenko, opositores al Gobierno. Ello no impidió que durante los meses previos al inicio de las protestas, Yanukóvich prometiera realizar las reformas necesarias para seguir adelante con las negociaciones.
Sin embargo, sorprendentemente, el Gobierno ucraniano, encabezado por Mikola Azárov, publicó el 21 de noviembre de 2013 una nota oficial en la que informaba que el proceso de preparación de la firma del acuerdo quedaba «suspendido». Las razones esgrimidas fueron la caída en la producción industrial y el mantenimiento de relaciones con los países de la Comunidad de Estados Independientes. Yanukóvich asistió a la cumbre de la UE los días 28 y 29, tal como estaba previsto antes de la suspensión unilateral, pero solo para declinar la última oferta europea, de 600 millones de euros, por considerarla «humillante». Por su parte, Azárov reprochó a la UE y al Fondo Monetario Internacional la falta del apoyo económico que hubiera compensado el «divorcio comercial» con Rusia, a la vez que admitía que había sido Moscú quien había conminado a Kiev a no sellar el pacto.
Las protestas desembocaron en disturbios, que fueron creciendo en intensidad, al punto de que hubo días en que muchos manifestantes continuaban sus protestas toda la noche, lo que hacía imposible su desalojo del lugar por parte de las autoridades. El 16 de enero, la Rada Suprema ordenó penas contra los manifestantes, el bloqueo de edificios administrativos y la instalación de tiendas de campaña. Esto fue tomado por los manifestantes como un veto a su derecho de manifestarse y protestar. Desde entonces, las protestas provocaron una escalada de violencia en rechazo a las nuevas leyes. Como resultado, el 22 de enero las manifestaciones registraron cinco muertos.
Entre tanto, las protestas se fueron expandiendo a lo largo del centro y oeste del país, con algunos focos en el este, mayoritariamente rusófono. La exigencia no era solo el cambio económico hacia Europa, sino la sustitución total de gobierno, lo que llevó a la dimisión de Azárov el 28 de enero y a que el Parlamento reunido en asamblea extraordinaria derogara las polémicas leyes que limitaban los derechos de manifestación y reunión.
La noche del 19 y 20 de febrero, Yanukóvich y los principales líderes de la oposición (Vitali Klichkó, Arseni Yatseniuk y Oleh Tiagnibok) acordaron una tregua y la retirada de las barricadas colocadas anteriormente en la plaza de la capital para contener a las fuerzas policiales. El 21 de febrero —tras el llamado «Jueves Negro» (20 de febrero) en el que murieron más de 60 manifestantes—, se aprobó un acuerdo entre ambas partes para adelantar las elecciones, formar un gobierno de transición, volver a la Constitución de Ucrania de 2004 y frenar la violencia.
En la madrugada del 21 al 22 de febrero, Yanukóvich, sin informar al parlamento, abandonó su lujosa residencia de Mezhyhirya, en las afueras de la capital, y desapareció en dirección desconocida —según declararía más adelante, lo hizo al temer por su vida y la de su familia—. Yanukóvich no firmó la reintroducción de la Constitución de 2004 que acordó ratificar en menos de 48 en el acuerdo previo antes de desaparecer. En la mañana del 22 de febrero, la Rada Suprema lo destituyó de su cargo por «abandono de sus funciones constitucionales» y tomó el control del país, votando, por mayoría constitucional, la vuelta a la Constitución de 2004, acordada el día anterior.

### Guerra ruso-ucraniana

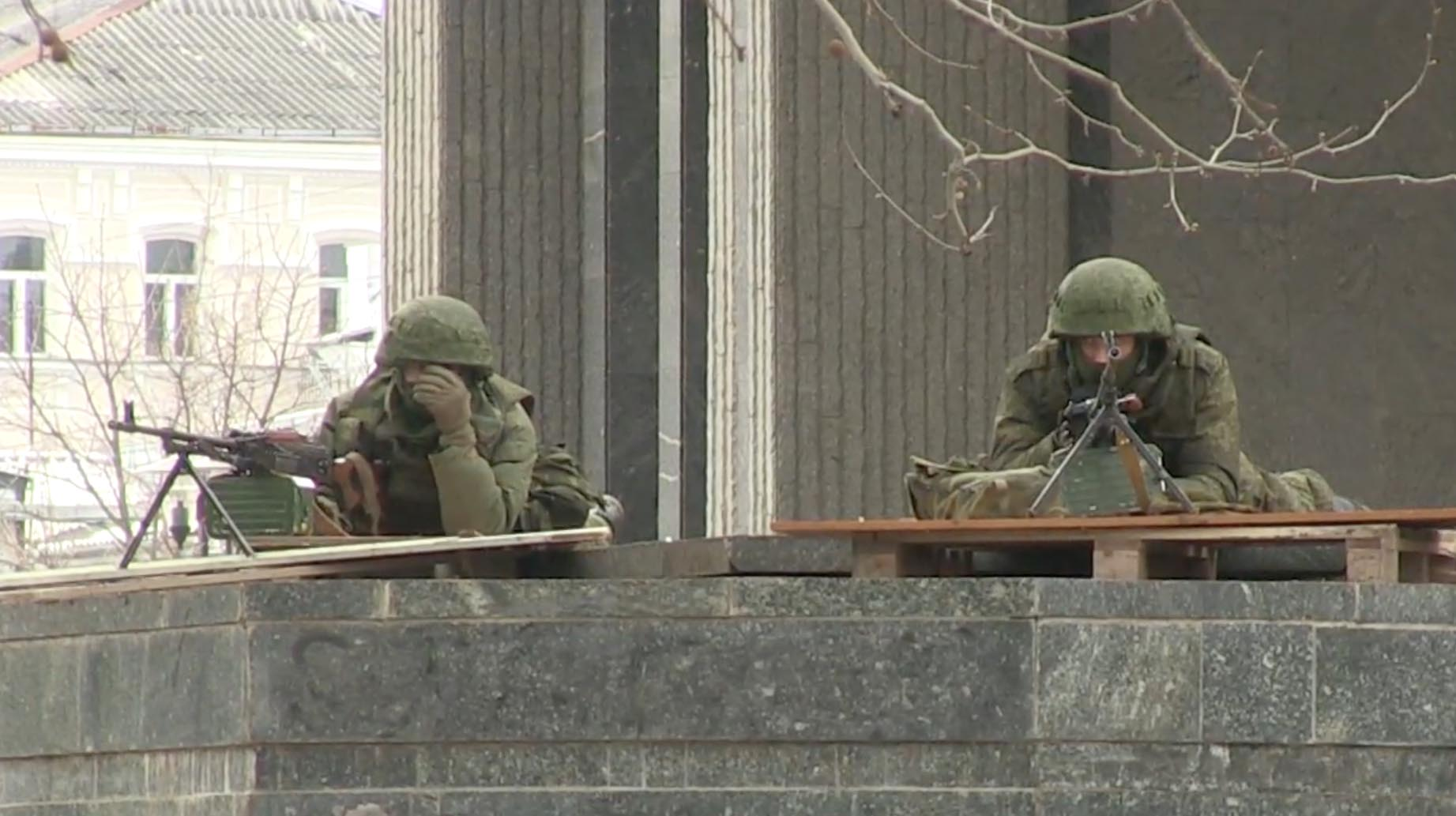
Soldados rusos sin identificación en el parlamento de Crimea.

Evolución de la ocupación de las tropas rusas (en rojo) en la región de Dombás.

#### Primera fase de la guerra
La primera fase de la guerra ruso-ucraniana se refiere al periodo comprendido entre 2014 y 2015 en los inicios de dicho conflicto. Tras esta etapa se desarrolló una fase de alto el fuego a la que siguió un recrudecimiento del conflicto a partir de febrero de 2022. Inicialmente se trató de una crisis diplomática internacional que sobrevino en febrero de 2014 tras la destitución del presidente ucraniano Víktor Yanukóvich como resultado de las protestas del Euromaidán —realizadas principalmente en las zonas occidental y central del país para apoyar el acercamiento hacia la Unión Europea— que fueron rechazadas por comunidades rusófonas de la zona suroriental del país, compuestas en su mayoría por ucranianos rusófonos y rusos étnicos.
Consecuentemente, el parlamento asumió el poder Ejecutivo y propuso derogar la ley sobre la cooficialidad de los idiomas de las minorías a nivel municipal y provincial. Como respuesta, diversos grupos prorrusos se manifestaron en contra del nuevo gobierno nacional y proclamaron sus anhelos de estrechar sus vínculos (o inclusive integrarse) con Rusia. Estas protestas se concentraron en Crimea y algunas óblast en la zona fronteriza entre Rusia y Ucrania donde se produjeron una serie de revueltas militares, incluyendo tanto tropas locales como tropas rusas. En medio del levantamiento, las autoridades de Crimea convocaron a un referéndum para el 16 de marzo siguiente con el propósito de adherirse a la Federación Rusa.
Tras el pedido del gobierno de Crimea a Rusia, el Consejo de la Federación aprobó un envío de tropas que (según las autoridades del país) tenía como objetivo garantizar la integridad de los habitantes de Crimea y las bases rusas estacionadas allí, hasta que se normalizara la situación sociopolítica. Ello favoreció la Declaración de Independencia de Crimea y Sebastopol que condujo a la proclamación de la República de Crimea —reconocida solo por Rusia— previo restablecimiento de la constitución de 1992 que consideraba al territorio como soberano —aunque delegaba algunas competencias a Ucrania— con una ciudadanía y una policía propias. El proceso finalmente condujo a la adhesión de Crimea a Rusia que fue oficializada el 18 de marzo de 2014, aunque no contó con el reconocimiento del gobierno ucraniano.
Pese al apaciguamiento alcanzado en Crimea, la situación degeneró en el Dombás donde las fuerzas separatistas de las autoproclamadas Repúblicas Populares de Donetsk (RPD) y Lugansk (RPL) se enfrentaron al gobierno de Ucrania agravando la guerra en esta región. El 11 de mayo de 2014, ambas repúblicas celebraron referéndums ilegítimos bajo la legislación ucraniana sobre su estatus político en los territorios controlados por los separatistas que resultaron en una proclamación de independencia de las regiones en cuestión mientras que los combates continuaron a pesar de los intentos por detenerlos. Una llamada telefónica entre líderes separatistas admitiendo la manipulación de la votación y acordando el resultado de los referéndums fue filtrada por la Inteligencia ucraniana. No obstante, el 15 de febrero de 2015 —con la entrada en vigencia del acuerdo Minsk II— se inició un alto el fuego incondicional.

#### Invasión rusa de Ucrania de 2022
La invasión rusa a Ucrania, también conocida como la guerra de Ucrania, iniciada el 24 de febrero de 2022, constituye una escalada de la guerra ruso-ucraniana que comenzó tras los sucesos del Euromaidán en 2014. Se trata del mayor conflicto militar convencional en Europa desde la Segunda Guerra Mundial. La cifra precisa de víctimas se desconoce; se estima que hasta mediados de 2023, había causado la muerte de más de nueve mil civiles y decenas de miles de soldados. Los combates también han generado la mayor crisis de refugiados en el continente desde la Segunda Guerra Mundial: más de 7,3 millones de ucranianos han abandonado el país y más de 7,1 millones se han desplazado internamente. Además, la guerra ha causado daño ambiental significativo y ha puesto en peligro la disponibilidad de alimentos a nivel mundial.
La invasión estuvo precedida por una concentración militar rusa en las fronteras de Ucrania, que dio comienzo a mediados de 2021. Durante este periodo de tensión diplomática, el presidente ruso Vladímir Putin criticó la ampliación de la OTAN posterior a 1997 mientras negaba repetidamente que Rusia tuviera planes de invadir Ucrania. No obstante, el 21 de febrero siguiente, Rusia reconoció a la República Popular de Donetsk y a la República Popular de Lugansk, dos estados autoproclamados en la región de Dombás, al este de Ucrania, y envió tropas a esos territorios. Al día siguiente, el Consejo de la Federación de Rusia autorizó por unanimidad a Putin a utilizar la fuerza militar fuera de las fronteras de Rusia. El 24 de febrero, Putin anunció —en un mensaje televisado— una «operación militar especial» en las provincias de Donetsk y Lugansk; los misiles empezaron a impactar en diversos puntos de Ucrania, mientras las fuerzas terrestres rusas cruzaban la frontera, dando inicio a múltiples ofensivas.
En los frentes sur y sureste, los rusos tomaron Jersón en marzo de 2022 y Mariúpol el mes siguiente, mientras abandonaron la campaña de Ucrania central y lanzaron una renovada batalla del Dombás. Las fuerzas rusas continuaron bombardeando objetivos militares y civiles lejos de la línea del frente, incluida la red de energía durante el invierno. A fines de 2022, Ucrania retomó territorios mediante contraofensivas en el sur y el este. Poco después, Rusia anunció la anexión de cuatro provincias parcialmente ocupadas tras realizar referéndums criticados por la comunidad internacional. En noviembre, Ucrania retomó partes del Óblast de Jersón. En febrero de 2023, Rusia movilizó a cerca de doscientos mil soldados para una nueva ofensiva en el Dombás. En junio de 2023, Ucrania lanzó otra contraofensiva en el sureste que no logró ninguno de sus objetivos, a la par que Rusia sufría una rebelión por parte del grupo mercenario Wagner. En agosto de 2024, Ucrania llevó a cabo una incursión en el óblast ruso de Kursk, aunque las fuerzas rusas y norcoreanas recuperaron el territorio conquistado en cuestión de meses.
La invasión fue condenada por una parte importante de la comunidad internacional. La Asamblea General de las Naciones Unidas aprobó la Resolución ES-11/1 condenando la invasión y exigiendo la retirada total de Rusia. La Corte Internacional de Justicia ordenó a Rusia suspender las operaciones militares tras no encontrar evidencia que respaldase las acusaciones rusas a Ucrania de genocidio en el Dombás, y el Consejo de Europa expulsó al país. Numerosos gobiernos occidentales, entre los que destacan la Unión Europea y los Estados Unidos, impusieron sanciones a Rusia y su aliado Bielorrusia, y proporcionaron ayuda humanitaria, económica y militar a Ucrania. Más de mil empresas abandonaron Rusia y Bielorrusia en respuesta a la invasión. La Corte Penal Internacional (CPI) abrió una investigación sobre posibles crímenes contra la humanidad, crímenes de guerra, secuestro de niños y genocidio, emitiendo una orden de arresto contra Putin en marzo de 2023.

## Simbología, nombres y territorio histórico de Ucrania

### Simbología

#### Tridente
Aún no se ha determinado con exactitud el origen y el significado del «Tryzub» o tridente ucraniano, aunque se cree puede estar asociado a una paronomasia entre la antigua palabra para libertad y la palabra para tridente, por lo que la creencia más aceptada es que el escudo de Ucrania y el tridente significan Libertad. Ha sido el más antiguo de los escudos empleados por la nación ucraniana ya que se han introducido numerosos cambios desde el siglo XIII. Fue símbolo nacional de la República Popular Ucraniana desde el 22 de enero de 1918, cuando esta proclamó su independencia. Es oficialmente el escudo de Ucrania desde el 19 de febrero de 1992. 

Escudo de la Rus de Kiev «882»
Escudo de la República Popular Ucraniana «1917»
Variante del escudo de la República Popular Ucraniana
Variante del escudo de la Republica Popular Ucraniana
Escudo de Ucrania «1991»

#### León de Galicia

Escudo del Principado de Galicia «1124»
Escudo del Reino de Rutenia «1256»
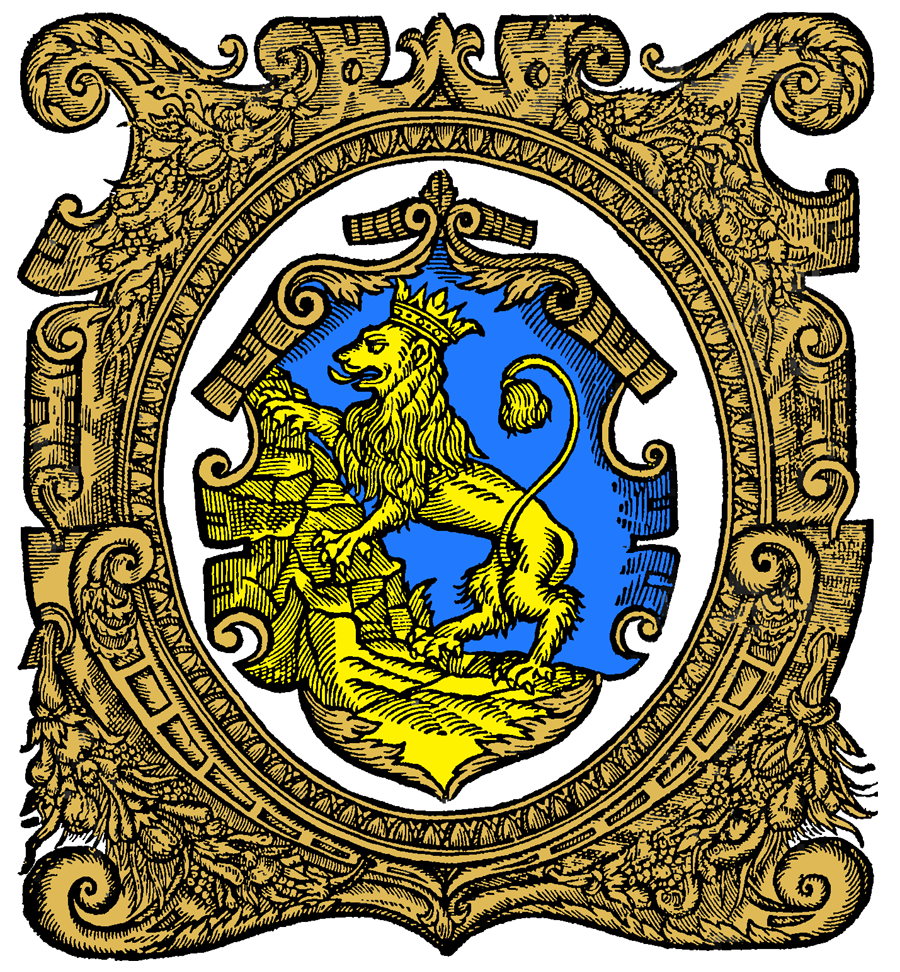
Escudo de la Tierra de Leópolis «1578»
Escudo del Voivadato de Rutenia «1698»
Emblema de los tiradores del Sich «1914»
Escudo de la RP Ucraniana Occidental «1918»
Escudo de la óblast de Leópolis «1991»

#### Tirador cosaco

Escudo del Hetmanato cosaco «1648»
Escudo del Segundo Hetmanato «1918»

#### Conceptos y proposiciones

Proposiciones para el escudo de la República Popular Ucraniana
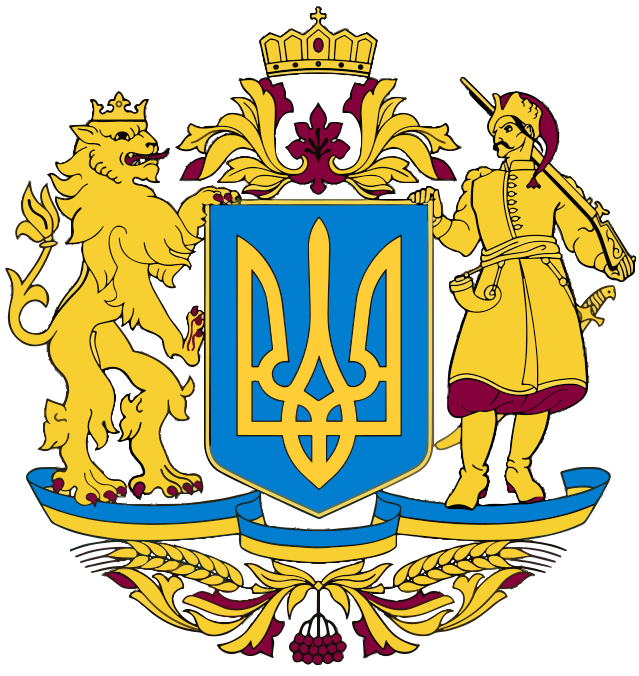
Escudo grande, concepto de 2007

### Nombres
La palabra Ucrania (en ucraniano Ukraína, del ruso antiguo Ukraina) significa literalmente «Tierra o Región fronteriza». Es un vocablo formado por los elementos eslavos u (dentro de), una probable derivación indoeuropea au- (fuera, lejos), también asociada al ruso u- (lejos), más kraij, kraj o kray, que significa «borde» u «orilla», «la frontera», «el margen». Además se le une el término proto eslavo krajь (el final, orilla). 
Por lo tanto, «Ucrania es la tierra que se encuentra en (u-) la orilla o la frontera (kaij o kray) del viejo territorio del Rus de Kiev».
Al igual que con el significado, no se conoce el origen del término ni cuándo se empezó a usar. Antiguamente los estudiantes de las universidades escribían su nación de procedencia, en 1391 German Bilévich se identificó con la «nación rutena» y más tarde en 1567 Adrián Zahorikus se identificó como estudiante «ruteno de Ucrania». Para discutir el Tratado de Pereyáslav con los cosacos en 1648, los zares del zarato moscovita pidieron traductores a los tártaros de Crimea, en dicho comunicado figuran palabras como: «idioma ucraniano» y «ucranianos». Posiblemente Rutenia pasó a llamarse Ucrania en algún momento entre los siglos XII y XIV.
El nombre histórico de Ucrania es «Rus′», aunque su transliteración al latín derivó en dos términos: Ruthenia o Russia.
Hasta la aparición del Zarato moscovita, Ucrania era conocida en latín como «Regnum Russiae» (reino de Rusia). Sin embargo, en el año 1349 el reino de Rusia se integró en la Mancomunidad y dejó de existir como estado independiente. Más adelante el Zarato moscovita tomó el nombre histórico de Ucrania y se autodenominó «Zarato ruso». El resultado fue que Moscovia pasó a llamarse igual que la entonces Ucrania, en un contexto en el que Ucrania no existía como estado independiente y Moscovia se estaba formando como una potencia mundial. Este proceso sucedió en paralelo al desarrollo de las lenguas romances, en el cual, si bien en el latín hablado Ucrania seguía llamándose Russia, en las nuevas lenguas como el español, Ucrania se llamó Rutenia y no Russia para evitar confundirla con el Zarato ruso y posterior Imperio ruso.
Por ello, a partir del siglo XIV, Ucrania pasaría a referirse en las lenguas romances como Rutenia y el término latín Russiae caería en desuso. Pese a solucionarse el problema para diferenciar Rutenia y Rusia en las lenguas romances, en las lenguas eslavas como el eslavo oriental o el ucraniano antiguo, los rus′ (Руси) seguían confundiéndose con los rusos (Руски). Este pudo ser el principal motivo por el cual apareció por primera vez el término de «Ucrania» como se conoce hoy.
Después de la ocupación del territorio de Ucrania por el Imperio ruso, siguieron muchas políticas de rusificación y uniformización centralista. Esto dio lugar a varias tesis imperialistas que han permanecido hasta el día de hoy acerca del origen de Ucrania y principalmente de su nombre. La versión del origen del término Ucrania y su nombre histórico Russiae mencionada arriba no es completamente verificable debido a toda la documentación histórica destruida por los rusos y reescrita por el Imperio ruso y la historiografía soviética.

### Territorios

Extensión máxima de la Rus de Kiev (1054-1132)
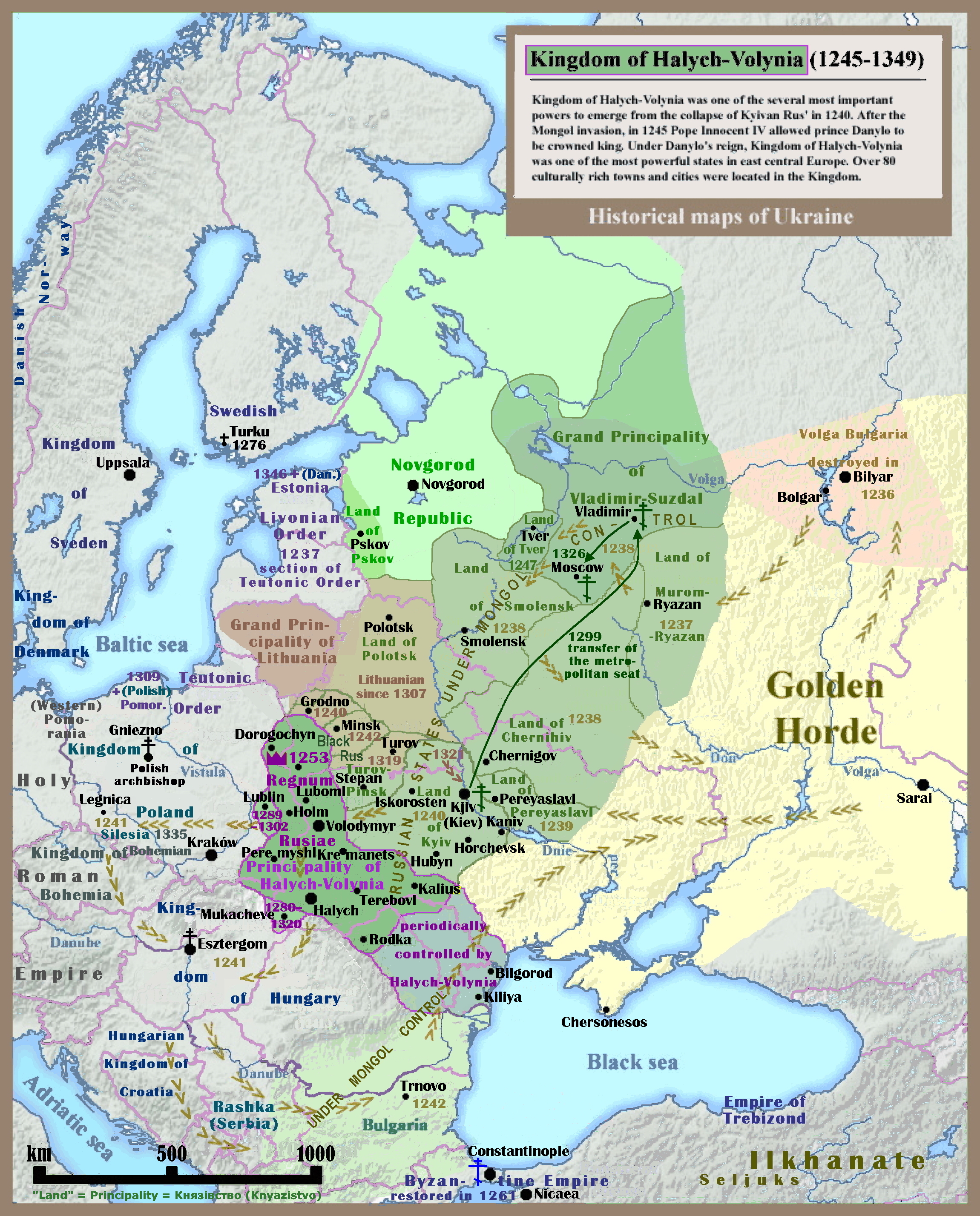
Reino de Rutenia (1245 - 1349)
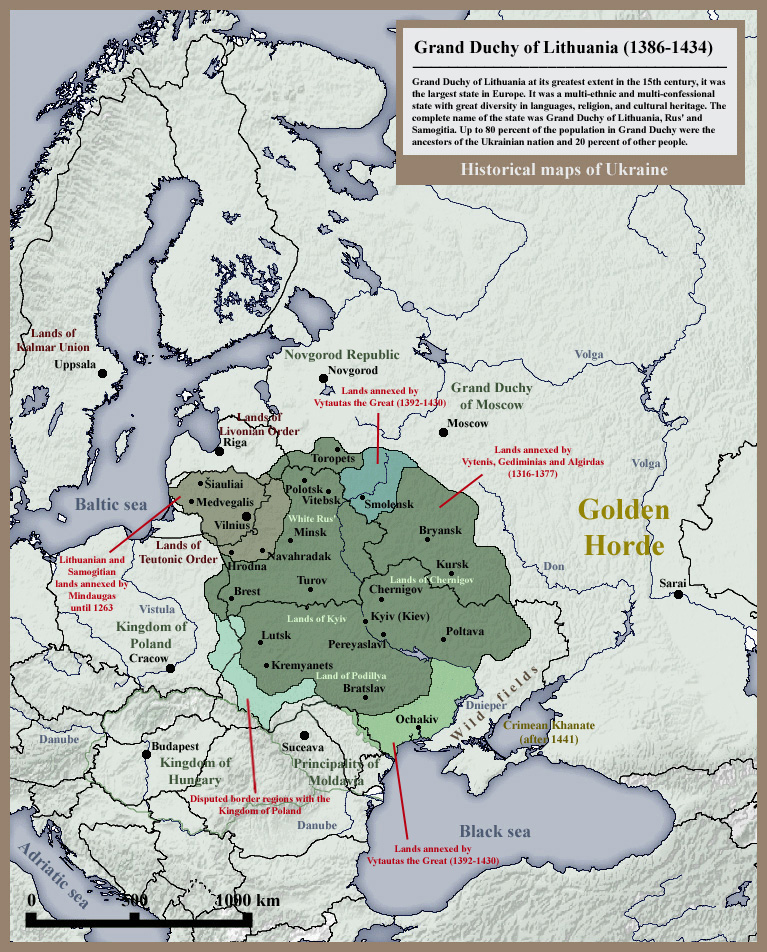
Gran ducado de Lituania (1386 -1434)
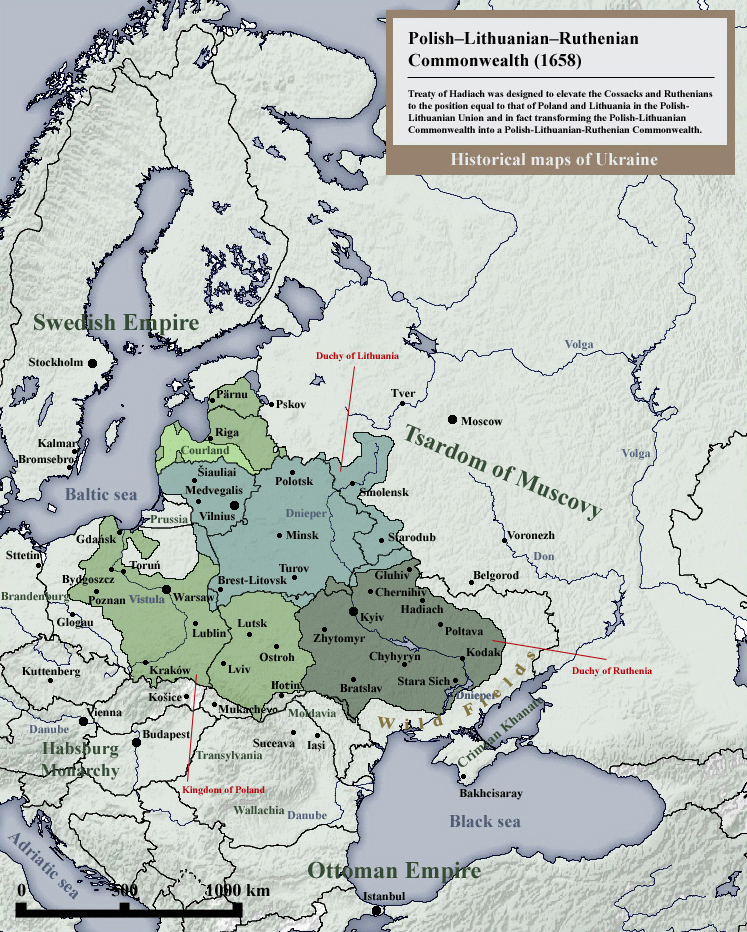
República de las dos naciones (1658)
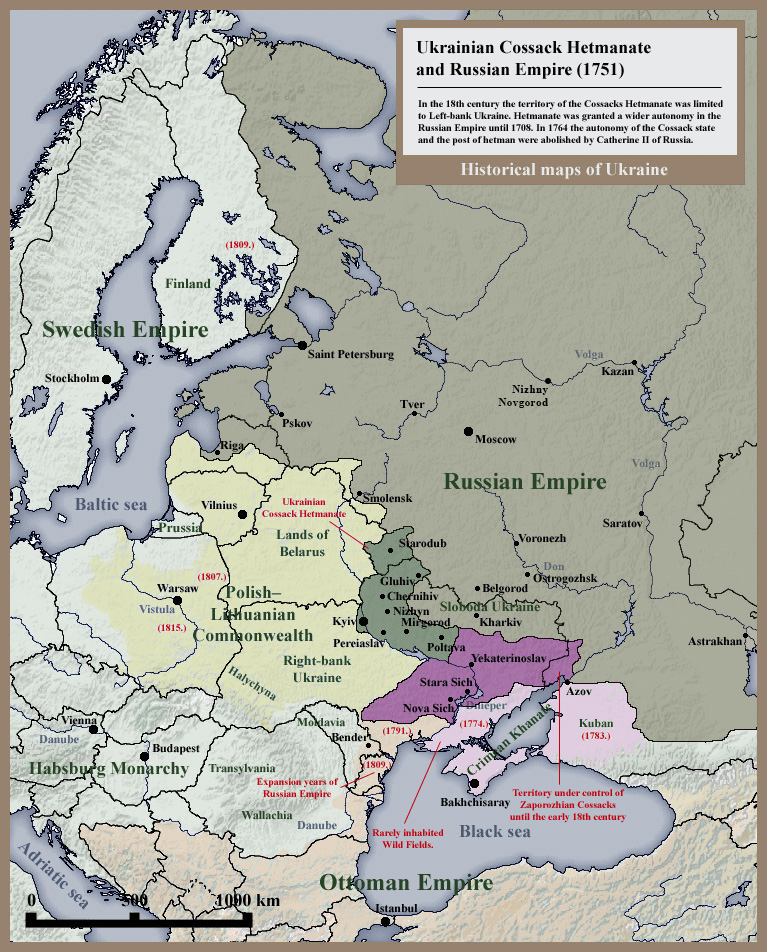
Hetmanato Cosaco (1751)
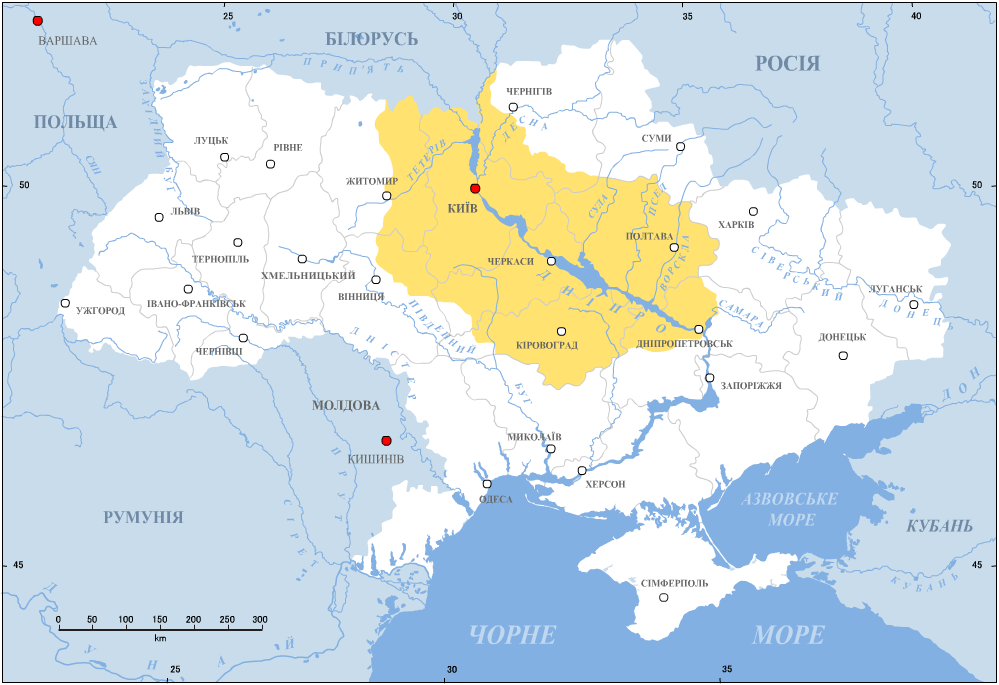
Ucrania del Dniéper
República Popular Ucraniana en 1919